# Ameriško-mehiška vojna
Ameriško-mehiška vojna ali vojna ZDA proti Mehiki, znana v Združenih državah kot mehiška vojna in v Mehiki kot posredovanje Združenih držav v Mehiki, (25. april 1846 – 2. februar 1848) je bila invazija Mehike s strani ZDA. Sledila je ameriški aneksiji Teksasa iz leta 1845, ki sjo jo Mehika še vedno obravnavala kot svoj teritorij, ker ni želela priznati "Treaties of Velasco", ki jih je podpisal mehiški predsednik Antonio López de Santa Anna potem, ko je bil ujet s strani teksaške vojske med Teksaško revolucijo leta 1836. Republika Teksas je bila de facto neodvisna država, vendar je večina njenih angloameriških državljanov, ki so se po letu 1822 preselili iz Združenih držav v Teksas, želela biti aneksirana s strani Združenih držav.
Frakcijska  politika glede suženjstva v Združenih državah je prej preprečila aneksijo, ker bi bil Teksas sprejet kot suženjska država, kar bi porušilo ravnotežje moči med severnimi državami in suženjskimi južnimi državami. Na predsedniških volitvah ZDA 1844 je bil demokrat James K. Polk izvoljen na platformi širjenja ozemlja ZDA na Oregon, Kalifornijo (prav tako mehiški teritorij) in Teksas z vsemi sredstvi, pri čemer je aneksija Teksasa leta 1845 še dodatno pospešila ta cilj. Vendar pa je bila meja med Teksasom in Mehiko sporna, pri čemer sta Republika Teksas in ZDA trdili, da je to Rio Grande, Mehika pa je trdila, da je to bolj severna reka Nueces. Polk je poslal diplomatsko misijo v Mehiko v poskusu nakupa spornih ozemelj skupaj s Kalifornijo in vsem, kar je bilo vmes za $25 milijonov (kar je ekvivalentno  $778 millijonov v 2023), kar  je mehiška vlada zavrnila. Polk je nato poslal skupino 80 vojakov čez sporno ozemlje do Rio Grande ignorirajoč mehiške zahteve po umiku. Mehiške sile so to interpretirale kot napad in pregnale ameriške sile 25. aprila 1846, kar je Polk izkoristil, da je prepričal Kongres Združenih držav, da razglasi vojno.
Poleg spornega območja Teksasa so ameriške sile hitro okupirale regionalno glavno mesto Santa Fe de Nuevo México ob zgornjem Riu Grande. Ameriške sile so se tudi uspele proti provinci Alta California in se nato obrnile proti jugu. Pacifiška eskadrilja ameriške mornarice je blokirala pacifiško obalo v spodnjem Baja California Territory. Ameriška vojska pod generalom Winfieldom Scottom je prek amfibijske pristaniške operacije v pristanišču Veracruz 9. marca vdrla v mehiško središče in septembra 1847 zavzela glavno mesto Ciudad de México. Čeprav je Mehika na bojišču utrpela poraz je bilo pogajanje o miru politično zapleteno. Nekatere mehiške frakcije so bile nepripravljene upoštevati kakršno koli priznanje izgube ozemlja. Čeprav je Polk uradno razrešil svojega mirovnega poslanika Nicholasa Trista iz njegovega mesta pogajalca, je Trist ukaz ignoriral in uspešno sklenil "Pogodbo iz Guadalupe Hidalga" leta 1848. S tem se je vojna končala in Mehika je priznala cesijo današnjega Teksasa, Kalifornije, Nevade in Utaha ter delov današnje Arizone, Kolorada, Novemu Mehiku in Wyominga. ZDA so se strinjale plačati $15 milijonov (kar je ekvivalentno $467 mmilijonov v 2023) za fizično škodo vojne in prevzele $3.25 milijona dolga, ki ga je mehiška vlada že dolgovala ameriškim državljanom. Mehika je odložila svoje zahteve po Teksasu in sprejela Rio Grande kot svojo severno mejo z Združenimi državami.
Zmaga in teritorialna širitev, ki jo je vodil Polk, sta navdihnila patriotizem med nekaterimi deli Združenih držav, vendar sta vojna in pogodba prinesli ostro kritiko zaradi žrtev, finančnih stroškov in prisilne uporabe sile. Vprašanjem, kako obravnavati nove pridobitve je zaostrilo razpravo o suženjstvu v Združenih državah. Čeprav kongres ni sprejel ti. predloga "Wilmot Proviso", ki je izrecno prepovedoval širitev suženjstva na osvojena mehiška ozemlja, so se razprave o njem zaostrile. Nekateri raziskovalci vidijo mehiško-ameriško vojno kot pot do ameriške državljanske vojne. Mnogi častniki, ki so se usposabljali na West Point, so pridobili izkušnje v vojni in kasneje igrali pomembne vodstvene vloge med državljansko vojno. V Mehiki je vojna poslabšala domači politični kaos in povzročila izgubo nacionalnega prestiža, saj je utrpela velike izgube življenj v svojem vojaškem in civilnem prebivalstvu, uničila finančne temelje in izgubila več kot polovico svojega ozemlja.

## Ozadje

### Mehika po neodvisnosti
Mehika je pridobila neodvisnost od Španskega cesarstva z "Pogodbo iz Córdobe" leta 1821 po mehiški vojni za neodvisnost med kraljevo vojsko in uporniki za neodvisnost brez tuje intervencije. Konflikt je uničil območja za pridobivanje srebra Zacatecas in Guanajuato. Mehika je začela kot suverena država, njena prihodnja finančna stabilnost pa je bila uničena z njenim glavni izvozom. Mehika je kratek čas eksperimentirala z monarhijo, vendar je postala republika leta 1824. Ta vlada je bila omejena z nestabilnostjo in ni bila dobro pripravljena na večji mednarodni konflikt, ko je leta 1846 izbruhnila vojna z ZDA. Mehika je uspešno odbila španske poskuse ponovne osvojitve svoje nekdanje kolonije v dvajsetih letih in se uprla Francozom v tako imenovani "Pastry War" leta 1838 toda uspeh secesionistov v Teksasu in Jukatanu proti centralistični vladi Mehike je pokazal njeno politično šibkost, saj se je vlada večkrat menjala. [Mehiška vojska in Katoliška cerkev v Mehiki, obe privilegirani instituciji z konzervativnimi političnimi stališči, sta bili politično močnejši od mehiške države.

### Ekspanzionizem ZDA
Nakup  Louisiane ZDA iz leta 1803 je privedel do nedorečene meje med španskimi kolonialnimi ozemlji in ZDA. Nekatere mejne spore med ZDA in Španijo so rešili z Adams-Onís pogodbo leta 1818. Ameriški pogajalec John Quincy Adams je želel jasno lastništvo vzhodne Floride in uveljavitev ameriških zahtev nad 42. vzporednikom, medtem ko je Španija želela omejiti širitev ZDA na to, kar je zdaj ameriški jugozahod. ZDA so želele kupiti ozemlje od Mehike, začele so s poskusi leta 1825, da bi rešile nekatere od teh težav. Ameriški predsednik Andrew Jackson je vztrajno poskušal pridobiti severno mehiško ozemlje, a brez uspeha.
Zgodovinar Peter Guardino navaja, da je imela ZDA v vojni "največjo prednost v svoji blaginji." Industrijska revolucija čez Atlantik v Evropi je povečala povpraševanje po bombažu za tovarne tekstila, tako je nastal velik zunanji trg za bombaž, ki ga je prideloval suženjski črnsko-ameriški razred v južnih državah. To povpraševanje je pomagalo spodbujati širitev v severno Mehiko. Čeprav so v ZDA obstajali politični spori, so bili ti večinoma omejeni v okviru ustave in niso privedli do revolucije ali upora leta 1846, temveč do regionalnih političnih konfliktov. Severnjaki v ZDA so želeli razviti obstoječe vire države in širiti industrijski sektor, ne da bi širili ozemlje naroda. Obstoječa ravnotežja regionalnih interesov bi bila motena s širjenjem suženjstva na nova ozemlja. Demokratska stranka v kateri je bil predsednik Polk je zlasti močno podpirala širitev.

### Nestabilnost v severni Mehiki
Niti kolonialna Mehika niti nedavno suverena mehiška država nista učinkovito obvladovali severnega in zahodnega dela Mehike. Vojaške in diplomatske sposobnosti Mehike so se po pridobitvi neodvisnosti od Španije leta 1821 zmanjšale ter pustile severno polovico države ranljivo za napade Komančev, Apačev in Navajo plemen staroselcev. Zlasti Komanči so izkoristili šibkost mehiške države za izvajanje obsežnih napadov stotine kilometrov v notranjost države, da bi pridobili živino za lastno uporabo in oskrbeli rastoči trg v Teksasu in ZDA.
Severni del Mehike je bil redko naseljen zaradi zahtevnega podnebja in topografije. Večinoma gre za visoko puščavo z malo padavinami, ki med predšpanskimi in kolonialnimi časi ni omogočala skoraj nobenega kmetijstva. Po neodvisnosti se je Mehika ukvarjala z notranjimi boji, ki so občasno mejili na državljansko vojno in slabšanje razmer na severni meji je bilo večinoma zanemarjeno. Na severu Mehike je konec španske vladavine označil konec financiranja za garnizije in prezidije in izplačila domorodcem za ohranjanje miru. V odsotnosti učinkovitega upravljanja so Komanči in Apači začeli izvajati napade na živino in oplenili večino severnega podeželja zunaj razpršenih mest. Napadi po letu 1821 so povzročili mnoge smrti, ustavili večino prevoza in komunikacij ter zdesetkale živinorejstvo, ki je bilo steber severne ekonomije. Posledično je demoralizirano civilno prebivalstvo severne Mehike nudilo malo odpora napredujoči ameriški vojski.
Poleg tega so razdalja in sovražne dejavnosti domorodcev oteževale komunikacijo in trgovino med osrednjim delom Mehike ter provincami, kot sta bili Alta California in Santa Fe de Nuevo México. Posledično je bila ob izbruhu vojne Nova Mehika gospodarsko odvisna od trgovine z ZDA prek vzhodne veje "Santa Fe Trail".
Politika mehiške vlade, ki je dopuščala naselitev ameriških državljanov v njeni provinci Tejas je bila usmerjena v širitev nadzora v  deželo Komančev (Komančerijo). Vendar pa so se "Anglos", namesto da bi se naselili v nevarnih osrednjih in zahodnih delih province, raje odločili za naselitev v Vzhodnem Teksasu, kjer je bila bogata kmetijska zemlja v neposredni bližini južnih ameriških sužnjelastniških držav. Ko je v ZDA priteklo veliko naseljencev je mehiška vlada z prepovedjo suženjstva leta 1829 odvrnila nadaljnjo migracijo.

### Tuji načrti za Kalifornijo
Med špansko kolonialno dobo sta bili Kaliforniji (tj. polotok Baja California v današnji Nehiki in Alta Califirnia v današnjih ameriški zveznih državah Kalifornija, Nevada in Utah ter deli Arizone, Wyominga in Kolorada) redko naseljeni. Potem, ko je Mehika pridobila neodvisnost je zaprla misijone in zmanjšala svojo vojaško prisotnost. Leta 1842 je ameriški poslanec v Mehiki Waddy Thompson ml. sugeriral, da bi Mehika morda bila pripravljena predati Alto Kalifornijo ZDA za poravnavo dolgov in dejal: "Kar se tiče Teksasa ga štejem za zelo malo vrednega v primerjavi z Kalifornijo, najbogatejšo, najlepšo in najbolj zdravo deželo na svetu ... z pridobitvijo Zgornje Kalifornije bi morali imeti enako prevlado nad Pacifikom ... tako Francija kot Anglija že imata oči uprte vanjo."
Administracija predsednika ZDA Johna Tylerja je predlagala tripartitno pogodbo za rešitev spora glede meje Oregona in omogočila predajo pristanišča San Francisco od Mehike k ZDA. George Hamilton-Gordon, 4. grof Aberdeena je zavrnil sodelovanje, vendar je povedal, da Velika Britanija nima nobenih pomislekov glede ameriške teritorialne pridobitve. Britanski minister v Mehiki Richard Pakenham je leta 1841 napisal Henryju Johnu Templju, lordu Palmerstonu in urgiral "da vzpostavi britansko populacijo v veličastnem ozemlju Zgornje Kalifornije" in dejal, da "ni dela sveta, ki bi ponujalo večje naravne prednosti za ustanovitev angleške kolonije ... z vsemi sredstvi želene ... da Kalifornija, ko ne bo več pripadala Mehiki, ne pade v roke nobeni sili razen Britanije ... obstaja nekaj razlogov, da verjamemo, da so drzni in avanturistični špekulanti v Združenih državah že obrnili svoje misli v to smer." Do takrat, ko je pismo prispelo v London, pa je vlada lorda Robert Peela s svojo politiko "male Anglije- Little England" prišla na oblast in zavrnila predlog kot drag in potencialen vir konflikta.
Pío Pico, zadnji guverner Alta Kalifornije je zagovarjal, da Kalifornija doseže neodvisnost od Mehike in postane britanski protektorat.

### Spopadi v Kaliforniji in zamenjava uvernerja
Leta 1842 je Mehika nasilno zamenjala guvernerja Kalifornije Juana Bautista Alvarada z Manuelom Micheltorenom. Micheltorena je bil poslan iz Mehike skupaj z vojsko, ki je bila večidel rekrutirana iz najslabših zaporov Mehike. Kalifornijci so se temu uprli, deloma zato, ker je bila Kalifornija prej upravljana s strani rojenih Kaliforncev, deloma pa zato, ker so bile Micheltorenove politike nepriljubljene in tudi zato, ker so vojaki v Micheltoreni vojski pridobili sloves, da večino svojega časa preživijo pri kraji lokalnih Californijcev in njihovih kokoši. Ženske niso bile obravnavane kot varne pred plenjenjem Micheltorene vojske.
Bivši guverner Alvarado je leta 1845 organiziral upor, ki se je končal z bitko pri Providenciji v prehodu Cahuenga blizu Los Angelesa. Kot rezultat dejanj kalifornijskega naseljenca Johna Marsha so bile sile Micheltorena poražene.

### Revolucija v Teksasu, republika in ameriška priključitev
Leta 1800 je imela španska kolonialna provinca Teksas (Tejas) malo prebivalcev, le okoli 7.000 neavtohtonih naseljencev. Španska krona je razvila politiko kolonizacije, da bi učinkoviteje nadzorovala ozemlje. Po neodvisnosti je mehiška vlada uveljavila politiko, s katero je dodelila Mosesu Austinu, bankirju iz Missourija veliko zemljišče v Teksasu. Austin je umrl, preden bi lahko uresničil svoj načrt za rekrutiranje ameriških naseljencev za to zemljišče, a je njegov sin Stephen F. Austin pripeljal 300 ameriških družin v Teksas. To je začelo stalno težnjo po migraciji iz Združenih držav na teksaško mejo. Austinova kolonija je bila najuspešnejša med več kolonijami, ki jih je odobrila mehiška vlada. Mehiška vlada je nameravala, da bi novi naseljenci delovali kot blažilec med Tejanosi (španskimi naseljenci v Teksasu) prebivalci in Komanči, a so se nehispanski kolonisti pogosto naseljevali na območjih z donosnimi kmetijskimi zemljišči in trgovinskimi povezavami z Louisiano namesto bolj proti zahodu, kjer bi bili učinkovita pregrada proti avtohtonim prebivalcem.
Leta 1829 je zaradi velikega priseljevanja ameriških imigrantov nehispanskih govorcev španščine v Teksasu preseglo število domačinov. Predsednik Vicente Guerrero, junak mehiške neodvisnosti, se je odločil pridobiti več nadzora nad Teksasom in prihodom nehispanskih kolonistov iz južnih ZDA ter odvračati nadaljnje priseljevanje z ukinjanjem suženjstva v Mehiki. Mehiška vlada se je prav tako odločila obnoviti davek na premoženje in povečati carine na uvožene ameriške izdelke. Naseljenci in številni mehiški poslovneži v regiji so zavrnili te zahteve, kar je privedlo do zaprtja Teksasa za dodatno priseljevanje s strani vlade Mehike, ki se je potem nadaljevalo iz Združenih držav v Teksas nezakonito.

Leta 1834 so mehiški konservativci prevzeli politično iniciativo, General Antonio López de Santa Anna pa je postal centralistični predsednik Mehike. Kongres pod nadzorom konservativcev je opustil zvezni sistem in ga zamenjal z enotno centralno vlado, ki je odvzela moč državam. Pustivši politiko tistim v Mexico Cityju je General Santa Anna vodil mehiško vojsko, da je zatrl pol-neodvisnost Teksasa. To je storil v Coahuili (leta 1824 je Mehika združila Teksas in Coahuilo v ogromno državo "Coahuila y Tejas"). Austin je poklical Teksašane k orožju in so razglasili neodvisnost od Mehike leta 1836. Po tem, ko je Santa Anna porazil Teksašane v bitki pri Alamu je bil sam poražen ujet v bitki pri San Jacintu od teksaške vojske, ki jo je vodil general Sam Houston. V zameno za svoje življenje je Santa Anna podpisal pogodbo s predsednikom Teksasa Davidom Burnetom, s čimer je končal vojno in priznal neodvisnost Teksasa. Pogodba ni bila ratificirana s strani mehiškega kongresa, saj je bila podpisana s strani ujetnika pod prisilo. Čeprav je Mehika zavrnila priznanje neodvisnosti Teksasa, je Teksas utrdil svoj status kot neodvisna republika in prejel uradno priznanje od Britanije, Francije in Združenih držav, ki so vse svetovale Mehiki, naj ne poskuša ponovno osvojiti nove nacije. Večina Teksašanov je želela priti v Združene države, vendar je bila priključitev Teksasa sporna v ameriškem kongresu, kjer so whigi in abolicionisti temu večinoma nasprotovali.:150–155 Leta 1845 je Teksas sprejel ponudbo za priključitev s strani ameriškega kongresa in postal 28. država dne 29. decembra 1845, kar je postavilo temelje za konflikt z Mehiko.

## Uvod

### Pas Nueces
Po "pogodbi Velasco", ki je bila sklenjena potem, ko so Teksašani ujeli generala Santa Anno po bitki pri San Jacintu, je bila južna meja Teksasa postavljena na "Rio Grande del Norte." Teksašani so trdili, da ta postavitev postavlja južno mejo ob sodobni Rio Grande. Mehiška vlada je to postavitev izpodbijala na dveh osnovah: prvič, zavrnila je idejo o neodvisnosti Teksasa in drugič, trdila je, da je Rio Grande v pogodbi dejansko Nueces River, saj se trenutno Rio Grande v Mehiki vedno imenuje "Rio Bravo." Vendar ta trditev ne odraža polnega imena reke v Mehiki: "Rio Bravo del Norte." Nesrečna "Texan Santa Fe odprava" iz leta 1841 je poskušala uresničiti trditev o novomehiškem ozemlju vzhodno od Rio Grande, vendar so bili njeni člani ujete s strani mehiške vojske in zaprti. Omenjanje meje Rio Grande Teksasa je bilo izpuščeno iz resolucije za priključitev ameriškega kongresa, da bi olajšali sprejemanje potem, ko je pogodba o priključitvi propadla v senatu. Predsednik Polk je vztrajal ob mejni črti ob Rio Grande in ko je Mehika poslala sile čez Rio Grande je to povzročilo spor.

### Polkova dejanja
Julija 1845 je Polk poslal generala Zacharyja Taylorja v Teksas, do oktobra je Taylor poveljeval 3.500 Američanom ob reki Nueces, pripravljen, da z oboroženo silo prevzamejo sporno ozemlje. Hkrati je predsednik Polk napisal ameriškemu konzulu na mehiškem ozemlju Alta California, da je zavrnil ameriške ambicije v Kaliforniji, vendar je ponudil podporo neodvisnosti od Mehike ali prostovoljni priključitvi k Združenim državam ter opozoril, da se bodo Združene države uprle vsakemu evropskemu poskusu prevzema.
Da bi končal še eno vojaško grožnjo z Združenim kraljestvom glede Oregon Country je Polk podpisal" Oregon Treaty", ki je razdelil ozemlje, kar je razburilo severne demokrate, ki so menili, da daje prednost južnemu širjenju pred severnim.
Pozimi 1845–46 se je zvezno pooblaščen raziskovalec John C. Frémont in skupina oboroženih moških pojavila v Alti Kaliforniji. Potem, ko je tako mehiškemu guvernerju kot ameriškemu konzul Thomasu O. Larkinu povedal, da le kupuje zaloge na poti v Oregon, je namesto tega odšel v naseljeno območje Kalifornije in obiskal Santa Cruz in Salinas Valley, razložil je, da je iskal obmorsko hišo za svojo mamo. Mehiške oblasti so postale zaskrbljene in mu odredile, da zapusti območje. Frémont je odgovoril z gradnjo trdnjave na Fremont Peak in dvigom ameriške zastave. Larkin je sporočil, da so Frémontova dejanja kontraproduktivna. Frémont je zapustil Kalifornijo marca, a se vrnil in prevzel nadzor nad »California Battalion« po izbruhu »Bear Flag Revolt« v Sonomi.
Novembra 1845 je Polk poslal Johna Slidella, tajnega predstavnika, v Mexico City s ponudbo mehiški vladi v višini $25 milijonov za mejo z Rio Grande v Teksasu in mehiškimi provincami Alta California in Santa Fe de Nuevo México. Ekspanzionisti v ZDA so želeli Kalifornijo, da bi preprečili britanske interese na tem območju in pridobili pristanišče na Tihem oceanu. Polk je Slidellu dovolil, da odpusti $3 milijonov dolga ameriškim državljanom za škodo povzročeno med Mehiško vojno za neodvisnost in plača nadaljnih $25 do $30 milijonov za ti dve ozemlji.

### Odgovor Mehike
Mehika ni bila niti naklonjena niti sposobna za pogajanje. Leta 1846 se je predsedstvo zamenjalo štirikrat, vojaški minister šestkrat in finančni minister šestnajstkrat. Kljub temu so se mehiška javnost in vse politične frakcije strinjale, da bi prodaja ozemelj Združenim državam oskrunila nacionalno čast. Mehičani, ki so nasprotovali neposrednemu konfliktu z Združenimi državami, vključno z predsednikom Joséom Joaquínom de Herrero so bili obravnavani kot izdajalci domovine. Vojaški nasprotniki de Herrere, podprti z populističnimi časopisi so Slidellovo prisotnost v Mexico Cityjem obravnavali kot žalitev. Ko je de Herrera razmišljal o sprejemu Slidella, da bi mirno rešil problem priključitve Teksasa so ga obtožili izdaje in ga zrušili. Po prihodu bolj nacionalistične vlade pod vodstvom generala Mariana Paredesa y Arrillage so javno potrdili mehiški zahtevek za vrnitev Teksasa.

## Priprave na vojno

### Ovire v Mehiki

#### Mehiška vojska
Mehiška vojska je bila šibka in razdeljena sila. Le 7 od 19 držav, ki so tvorile mehiško federacijo je poslalo vojake, orožje in denar za vojno prizadevanje. Mnogi voditelji so izrazili zaskrbljenost za državo, vključno s Santano, ki je izjavil: "voditelji vojske so dali vse od sebe, da bi usposobili neizkušene može, ki so se prijavili, vendar so lahko le malo naredili, da bi jih navdihnili s patriotskimi čustvi do slavne države, ki so jo imeli čast služiti.  Po mnenju vodilnega mehiškega konservativnega politika Lucasa Alamána je "denar, porabljen za oboroževanje mehiških vojakov le omogočil, da so se bojevali med seboj in 'dala iluzijo', da ima država vojsko za svojo obrambo."  Vendar je eden od častnikov kritiziral Santa Anno za način usposabljanje vojakov: "Konjenica je bila usposabljana le v regimentih. Artilerija skoraj nikoli ni izvajala manevrov in nikoli ni izstrelila praznega naboja. General, ki je poveljeval, nikoli ni bil prisoten na polju manevrov, zato ni mogel oceniti ustreznih kakovosti različnih enot pod njegovim poveljstvom ... Če so se kakšni sestanki glavnih poveljnikov odvijali, da bi razpravljali o operacijah kampanje, to ni bilo znano, prav tako ni bilo znano ali je bil oblikovan kakšen načrt kampanje." 
Na začetku vojne so bile mehiške sile razdeljene med stalne enote (permanentes) in aktivne milice (activos). Stalne sile so sestavljale 12 regimentov pehote (vsak z dvema bataljonoma), tri brigade artilerije, osem regimentov kavalerije, en ločen eskadron in brigado dragoncev. Milica je obsegala devet regimentov pehote in šest regimentov konjenice. Na severnih ozemljih so prezidijalne čete (presidiales) varovale razpršena naselja. 
Avtohtono prebivalstvo v Mehiki je imelo ključno vlogo pri obrambi njihove zemlje. Do začetka vojne je avtohtono prebivalstvo izgubljalo svoje naravne vire zaradi priseljevanja ameriških naseljencev. Kot rezultat so se morali avtohtoni prebivalci iz območja Velikih planjav zanašati na napade ameriških naselbin, da bi preživeli.  Čeprav je bilo ropanje veliko bolj donosno kot lov, avtohtono prebivalstvo ni imelo velike izbire. Avtohtoni bojevniki, ki so se prijavili za boj z mehiško vojsko, so bili pogosto prepuščeni samim sebi in podplačani.  Z ropanjem so avtohtona plemena prav tako lahko pridobila konje in jih ukrotila za bojne pohode.  Metode ugrabljanja, zlasti tistih iz plemena Komančev so bile tudi v korist mehiški vojski, saj so ujetniki pogosto pomagali domačemu prebivalstvu pri napadih ameriških sil.
Mehiška vojska je uporabljala rezervne britanske muškete (kot je bila "Brown Bess"), ki so ostale od napoleonskih vojn. Medtem, ko so bili na začetku vojne večina ameriških vojakov še opremljeni z podobnimi Springfield 1816 mušketami na kres, so postali bolj zanesljivi modeli na vžigalne kapice vse bolj priljubljeni, ko se je konflikt nadaljeval. Nekatere enote ZDA so nosile sodobnejše orožje, ki jim je dalo pomembno prednost pred njihovimi mehiškimi nasprotniki, kot je bila puška Springfield 1841 vojaške enote "Mississippi Rifles" in revolverji znamke "Colt Paterson" vojaške enote "Texas Rangers". V poznejših fazah vojne so ZDA razdelili revolverje znamke "Colt Walker", katerih 1.000 kosov so naročili leta 1846. Najpomembneje je, da je v celotni vojni pogosto odločilna prednost ameriške artilerije prinesla zmago.
V svojih spominih iz leta 1885 je nekdanji ameriški predsednik Ulysses Grant, veteran mehiške vojne, poročal, zapisal:
 "Mehiška vojska tistega časa je komajda bila institucija. Zasebni vojak je bil izbran iz nižjega razreda prebivalstva, ko je bilo to potrebno; njegova privolitev ni bila vprašana; slabo je bil oblečen, še slabše hranjen in redko plačan. Odpustili so ga, ko ga niso več potrebovali. Častnikinižjih rangov so bili samo malo superiorni vojakom. Ob vsem tem sem videl tako pogumne nastope teh ljudi, kot sem jih kdajkoli videl pri vojakih. Zdaj ima Mehika stalno vojsko večjo od Združenih držav. Imajo vojaško šolo, ki je zasnovana po vzoru West Pointa. Njihovi častniki so izobraženi in ni dvoma, zelo pogumni. Mehiška vojna 1846–48 bi bila v tej generaciji nemogoča."

#### Politične delitve
V Mehiki so bile pomembne politične delitve, ki so resno ovirale vojno prizadevanje. Znotraj Mehike so se konservativni centralistas in liberalni federalisti borili za oblast, občasno pa sta se ti dve frakciji znotraj mehiške vojske borili med seboj namesto proti napredujoči ameriški vojski. Santa Anna je z grenko obžaloval, "Kako sramotno je to priznati, toda to sramotno tragedijo smo si prinesli sami s svojim neskončnim notranjim bojem."
Med konfliktom so predsedniki opravljali funkcijo do nekaj mesecev, včasih samo tednov ali celo dni. Tik pred izbruhom vojne je liberalni general José Joaquín de Herrera bil predsednik (december 1844 – december 1845) in bil pripravljen sodelovati v pogajanjih, dokler se ni zdelo, da se podreja ZDA, vendar so ga številne mehiške frakcije obtožile, da je prodajal svojo državo (vendepatria) zaradi tega, kar je razmišljal. Zrušili so ga konservativci Mariana Paredesa (December 1845 – July 1846), ki je zapustil predsedništvo, da bi se boril proti invazijski ameriški vojski in ga je zamenjal njegov podpredsednik Nicolás Bravo (28. julij 1846 – 4. avgust 1846). Konzervativni Bravo je bil strmoglavljen s strani federalističnih liberalcev, ki so ponovno vzpostavili zvezno ustavo iz leta 1824. José Mariano Salas (6. avgust 1846 – 23. december 1846) je služil kot predsednik in izvedel volitve pod obnovljenim federalističnim sistemom. General Antonio López de Santa Anna je zmagal na teh volitvah, vendar je, kot je bilo v njegovi navadi, prepustil administracijo svojemu podpredsedniku, ki je bil spet liberalec Valentín Gómez Farías (23. december 1846 – 21. marec 1847). Februarja 1847 so se konservativci uprli poskusu liberalne vlade, da bi prevzela cerkveno premoženje za financiranje vojne. V "Uporu Polkov" so Katoliška cerkev in konzervativci plačevali vojake, da so se uprli liberalni vladi. Santa Anna je moral zapustiti svojo kampanjo in se vrniti v glavno mesto, da bi razrešil politični kaos.
Santa Anna je ponovno na kratko zasedel predsedništvo od 21. marca 1847 – 2. aprila 1847. Njegove čete so bile prikrajšane za podporo, ki bi jim omogočila nadaljevanje boja. Konservativci so zahtevali odstranitev Gomeza Faríasa, kar so dosegli z ukinitvijo urada podpredsednika. Santa Anna se je vrnil na bojišče, predsedništvo pa je prevzel Pedro María de Anaya (2. april – 20. maj 1847). Santa Anna se je ponovno vrnil v predsedništvo 20. maja 1847, ko je Anaya odšel v boj proti invaziji in je služil do 15. septembra 1847. Raje je imel bojišče kot administracijo, zato jr Santa Anna je ponovno zapustil urad in ga prepustil Manuelu de la Peña y Peña (16. september – 13. november 1847).
Z ameriškimi silami, ki so zasedle mehiško glavno mesto in velik del notranjosti je bilo pogajanje o mirovni pogodbi nujno, zato je Peña y Peña zapustil urad, da bi to storil. Pedro María Anaya se je vrnil v predsedništvo 13. novembra 1847 – 8. januarja 1848. Anaya je zavrnil podpis katere koli pogodbe, ki bi prepustila ozemlje ZDA, kljub situaciji na terenu, kjer so Američani zasedli glavno mesto. Peña y Peña je ponovno prevzel predsedništvo 8. januarja 1848 – 3. junija 1848, v tem času je bila podpisana "Pogodba Guadalupe Hidalgo", ki je končala vojno.

### Izzivi v Združenih državah

#### Armada Združenih držav
Polk je obljubil, da bo iskal ozemlje za aneksijo v Oregonu in Teksasu kot del svoje |kampanje leta 1844, vendar redna vojska ni bila dovolj velika, da bi vzdržala dolgotrajne konflikte na dveh frontah. Spor za Oregon z Veliko Britanijo je bil miroljubno rešen z pogodbo, kar je ameriškim silam omogočilo, da se osredotočijo na južno mejo.
Vojna se je odvijala z regimenti redne vojske, okrepljene z različnimi regimenti, bataljoni in enotami prostovoljcev iz različnih držav Unije ter Američani in nekaterimi Mehičani v Kaliforniji in Novi Mehiki. Na splošno so se častniki redne vojske zaničevali prostovoljce, katerih usposabljanje je bilo slabo in vedenje nedisciplinirano.  (glej spodaj)
Na zahodni obali je ameriška mornarica poslala bataljon mornarjev v poskusu ponovnega zavzetja Los Angelesa. Čeprav ameriška vojska in mornarica na začetku vojne nista bili veliki, so bili častniki na splošno dobro usposobljeni, število vojakov pa je bilo dokaj veliko v primerjavi z Mehiko. Na začetku vojne je imela ameriška vojska osem regimentov pehote (trije bataljoni vsak), štiri topniške regimente in tri konjeniške regimente (dva dragonska, en konjeniški strelci). Ti regimenti so bili dopolnjeni z 10 novimi regimenti (devet pehotnih in en konjeniški), ustanovljenimi za eno leto službe z aktom Kongresa z dne 11. februarja 1847. Velik del te vojske so sestavljali nedavni priseljenci. Po besedah Tylerja V. Johnsona so na tujem rojeni moški predstavljali 47 odstotkov skupnih sil generala Taylora. Poleg velikega kontingenta irsko in nemško rojenih vojakov so bili zastopani skoraj vsi evropski narodi in kneževine. Ocenjuje se, da je ameriška vojska dodatno vključila 1.500 mož iz britanske Severne Amerike, vključno z francoskimi Kanadčani.
Čeprav je Polk upal, da se izogne podaljšani vojni glede Teksasa, je dolgotrajni konflikt raztegnil vire redne vojske, kar je zahtevalo rekrutacijo prostovoljcev z kratkotrajnimi vpisnimi roki. Nekateri vpisi so bili za eno leto, vendar so bili drugi za 3 ali 6 mesecev. Najboljši prostovoljci so se prijavili za enoletno službo poleti 1846, z njihovimi vpisi, ki so potekli ravno takrat, ko je bila kampanja generala Winfield Scotta pripravljena na zajetje Ciudad Mexica. Mnogi se niso ponovno vpisali, odločili so se, da se raje vrnejo domov, kot da bi se izpostavili nevarnosti bolezni, grožnji smrti ali poškodb na bojišču ali v gverilskem boju. V njihov patriotizem so nekateri v ZDA dvomili, vendar jih niso šteli med dezerterje. Prostovoljci so bili veliko manj disciplinirani kot redna vojska, mnogi so napadali civilno prebivalstvo, kar je včasih izhajalo iz protikatoliškega in protimehiškega sentimenta. Spomini vojakov opisujejo primere ropanja in umorov mehiških civilistov, večinoma s strani prostovoljcev. Dnevnik enega častnika navaja: "Prišli smo v Burrito okoli 17. ure, mnogi prostovoljci iz Louisiane so bili tam, zakonsko brezpravna pijana množica. Prebivalce so pregnali, zasedli njihove hiše in med seboj tekmovali, kdo bo bolj zverinsko ravnal." John L. O'Sullivan, glasen zagovornik Manifest Destiny, se je kasneje spomnil: "Redni vojaki so prostovoljce gledali z važnostjo in zaničevanjem ... [Prostovoljci] so brez dovoljenja jemali Mehičanom njihovo govedo in koruzo, kradli njihove ograje za kurjavo, se opili in ubili več nedolžnih prebivalcev mesta na ulicah." Mnogi prostovoljci so bili nezaželeni in veljali za slabe vojake. Izraz "Just like Gaines's army" ("Tako kot Gainesova vojska") se je začel nanašati na nekaj neuporabnega, fraza pa je nastala, ko je skupina neizurjenih in nepripravljenih vojakov iz Louisiane bila zavrnjena in poslana nazaj s strani generala Taylora na začetku vojne.

V svojih spominih iz leta 1885 Ulysses Grant ocenjuje ameriške oborožene sile, ki so se soočale z Mehiko bolj pozitivno. 
Zmage v Mehiki so bile v vsakem primeru nadvse nad številčnejšimi nasprotniki. Za to sta bila dva razloga. Tako general Scott kot general Taylor sta imela armade, ki se le redko ustvarijo. Na bitkah pri Palo Altou in Resaca-de-la-Palma je imel general Taylor majhno vojsko, a je bila ta izključno sestavljena iz rednih enot pod najboljšim usposabljanjem in disciplino. Vsak častnik, od najvišjega do najnižjega, je bil izobražen v svojem poklicu, ne nujno na West Pointu, ampak v utrdbah, v garniziji, mnogi izmed njih pa tudi v vojnah proti avtohtonemu prebivalstvu. Navadni vojaki so bili verjetno slabši material za sestavo vojske od prostovoljcev, ki so sodelovali v vseh poznejših bitkah vojne; vendar so bili pogumni možje, vaja in disciplina pa sta iz njih izvabili vse, kar je bilo v njih. Verjetno ni nikdar stala pred sovražnikom boljša vojska, mož za moškega, kot ta, ki ji je poveljeval general Taylor v prvih dveh spopadih mehiške vojne. Prostovoljci, ki so sledili, so bili boljšega materiala, vendar na začetku brez vaje ali discipline. Povezani so bili s toliko discipliniranimi možmi in profesionalno izobraženimi častniki, da so se v boje podali z zaupanjem, ki ga sicer ne bi čutili. Skoraj takoj so sami postali vojaki. Vse te pogoje bi spet uživali v primeru vojne.

#### Politične delitve
ZDA so bile neodvisna država od Ameriške revolucije, vendar je bila to država, ki je bila močno razdeljena po frakcijah, še posebej v zvezi s suženjstvom. Širitev države, zlasti s pomočjo oboroženega spopada proti suvereni državi, je poglobila te frakcijske delitve. Polk je za las zmagal v volitvah za predsednika 1844 in odločilno zmagal z elektorskimi glasovi, vendar je s pripojitvijo Teksasa leta 1845 in izbruhom vojne leta 1846 Polkova demokratska stranka izgubila predstavniški dom proti stranki Whigom, ki je nasprotovala vojni. Za razliko od Mehike, ki je imela šibke formalne državne institucije in kaotične spremembe v vladi in vojsko, ki je redno posegala v politiko, so ZDA na splošno ohranjale svoje politične delitve znotraj okvirov vladnih institucij.

## Vloga žensk

### Prispevki mehiških žensk

#### Na bojišču
Ker je Mehika vodila vojno na svojem ozemlju so bile ženske v podpornih enotah za vojsko, znane kot soldaderas. Niso se udeleževale običajnega bojevanja na bojiščih, a so nekatere soldaderas sodelovale v bitki skupaj z moškimi. Te ženske so bile vključene v bojevanje med obrambo Mexico Cityja in Monterreyja. Nekatere ženske, kot sta Doña Jesús Dosamantes in María Josefa Zozaya, bodo vedno znane kot junakinje. Po drugi strani so nekatere mehiške ženske veljale za "angele", saj so nudile pomoč in tolažbo ranjenim moškim na obeh straneh.

#### Doma
Čeprav so soldaderas dokazale sposobnosti mehiških žensk izven zasebne sfere, so mehiške ženske doma še vedno prispevale k vojnim naporom. Potem, ko so se morale soočiti z izgubami v svoji državi, so mehiške ženske nosile črno oblačilo in ustvarjale mračne slike.

### Prispevki ameriških žensk

#### Na bojišču
Ameriške in mehiške ženske so delile podobnosti pri nudenju svojih domačih storitev na bojišču. Med najbolj opaznimi ameriškimi ženskami na bojišču je bila Sarah A. Bowman Pogosto so jo videvali, kako dostavlja hrano, nosi ranjene vojake in se bori v bojih.

#### Doma
V Mehiki
Medtem ko so se njihovi možje včlanili v vojsko je veliko žensk ostalo v Mehiki, da bi nadzirale svoje posle in postale tovarniške delavke. Kljub temu je tovarniška delavka Anna McClarmonde Chase bila dovolj pripravljena, da postane vohun za ameriške sile, da bi zaščitila svoj dom in poslovanje v odsotnosti svojega moža.
V ZDA
Tako kot so mehiške ženske prispevače k vojnim naporom iz svojih domov, so ženske v ZDA prav tako javno protestirale in izdelovale patriotske obrti, ki so jih lahko nosili ameriški vojaki. Poleg tega so ženske novinarke v več državah izkoristile svojo pismenost, da so spregovorile v podporo ali proti vojni, vključno z Anne Royall, Jane Swisshelm in Jane Cazneau. Ameriške ženske novinarke so igrale ključno vlogo pri predstavljanju glasov žensk, ki so bile zamolčane v javni sferi.

## Dogodki

### Izbruh sovražnosti

#### Teksas kampanja

##### Incident pri Thornton
Predsednik Polk je naročil generalu Taylorju in njegovim enotam, da se premaknejo na jug proti Rio Grande. Taylor je prezrl mehiške zahteve po umiku na Nueces. Zgradil je improvizirano trdnjavo (kasneje znano kot Fort Brown/Fort Texas) ob bregovih Rio Grande nasproti mesta Matamoros, Tamaulipas.
Mehiške sile so se pripravljale na vojno. Dne 25. aprila 1846 je 2.000-članska mehiška konjeniška enota napadla 70-člansko ameriško patruljo, ki jo je vodil kapetan Seth Thornton, ki je bila poslana na sporno ozemlje severno od Rio Grande in južno od reke Nueces. V 2incidentu pri Thornton2 je mehiška konjenica porazila patruljo, ubila 11 ameriških vojakov in zajela 52.

##### Obleganje Fort Texas
Nekaj dni po "incidentu Thornton" je 3. maja 1846 začelo obleganje Fort Texasa. Mehiška artilerija v Matamorosu je odprla ogenj proti Fort Texasa, ki je odgovoril s svojimi topovi. Bombardiranje je trajalo 160 ur in se je povečalo, ko so mehiške sile postopoma obkolile trdnjavo. Trinajst ameriških vojakov je bilo ranjenih med bombardiranjem, dva pa sta bila ubita. Med mrtvimi je bil Jacob Brown, po katerem je bila trdnjava kasneje poimenovana.

##### Bitka pri Palo Altou
8. maja 1846 sta Zachary Taylor in 2.400 vojakov prispela, da rešita trdnjavo. Vendar se je general Arista pohitel proti severu z enoto 3.400 vojakov in ga prestregel približno 5 mi (8 km) severno od reke Rio Grande, blizu današnjega Brownsville, Texas. Ameriška vojska je uporabila "letečo artilerijo", njihov izraz za konjsko artilerijo, mobilno lahkotno artilerijo, nameščeno na konjskih vagonih, s celotno posadko, ki je v boju jahala konje. Hitro streljanje artilerije in izjemno mobilna topniška podpora je imela uničujoč učinek na mehiško vojsko. V nasprotju z "letečo artilerijo" Američanov so mehiški topovi v bBitki pri Palo Altou imeli manj kakovostno smodniško strelivo, ki je streljalo s hitrostmi dovolj nizkimi, da so se ameriški vojaki lahko izogibali artilerijskim projektilom. Mehičani so odgovorili z konjeniškimi spopadi in svojo artilerijo. Ameriška leteča artilerija je nekoliko demoralizirala mehiško stran in ker so iskali teren, ki bi bil bolj v njihovo korist, so se Mehičani umaknili na drugo stran suhe struge med nočjo in se pripravili na naslednjo bitko. To je nudilo naravno utrdbo, vendar so se med umikom mehiške enote razpršile, kar je otežilo komunikacijo.

##### Bitka pri Resaca de la Palma
Med bitko pri Resaca de la Palma 9. maja 1846 sta se obe strani spopadle v silovitem boju iz bližine. Ameriška konjenica je uspela zavzeti mehiško artilerijo, kar je povzročilo, da se je mehiška stran umaknila, kar se je nato spremenilo v pobeg. Bojevanje na nepoznanem terenu, njegove enote so bežale, tako da je Arista ugotovil, da je nemogoče združiti svoje sile. Mehiške žrtve so bile velike, Mehičani pa so bili prisiljeni opustiti svojo artilerijo in prtljago. Trdnjava Brown je povzročila dodatne žrtve, ko so umikajoče se enote prehajale mimo trdnjave in dodatni mehiški vojaki so se še utopili, ko so poskušali preplavati reko Rio Grande. Taylor je prečkal Rio Grande in začel serijo bitk na mehiškem ozemlju.

#### Razglasitve vojne, maj 1846
Polk je prejel novico o Thorntonovem incidentu, ki je skupaj z zavrnitvijo mehiške vlade ponudbe poslanca Slidella po njegovem mnenju predstavljalo casus belli za začetek vojne. Polk je v sporočilu kongresu dejal:"Skodelica potrpljenja je bila izčrpana že pred nedavnimi informacijami z meje Del Norte. A zdaj, po ponovljenih grožnjah je Mehika prešla mejo Združenih držav, napadla našo ozemlje in prelila ameriško kri na ameriških tleh. Razglasila je, da so nasprotja začela in da sta zdaj ti dve državi v vojni.
Ameriški kongres je 13. maja 1846 potrdil razglasitev vojne po nekaj urah razprave, pri čemer so jo južni demokrati močno podprli. Šestindvajset Whigov je glasovalo proti v vojni glede ključnega amandmaja v zvezi s suženjstvom, toda pri končnem glasovanju je le štirinajst Whigov glasovalo proti, vključno z Johnom Quincyjem Adamsom. Kasneje je novinec Whig iz Illinoisa Abraham Lincoln izpodbijal Polkovo trditev, da je bila ameriška kri prelita na ameriških tleh in to označil za "drzno ponarejanje zgodovine."

Kar zadeva začetek vojne, Ulysses S. Grant, ki je nasprotoval vojni, a služil kot poročnik v Taylorjevi vojski, trdi v svojih osebnih spominih (1885), da je bil glavni cilj napredovanja vojske ZDA od reke Nueces do reke Rio Grande izzvati izbruh vojne brez napada, da bi oslabil morebitno politično nasprotovanje vojni.
Prisotnost vojaških enot Združenih držav na robu spornega ozemlja najdlje od mehiških naselij ni bila zadostna, da bi provocirala nasprotja. Poslali so nas, da izzovemo boj, vendar je bilo nujno, da Mehika ta boj začne. Zelo je bilo dvomljivo ali bo kongres razglasil vojno; toda, če bi Mehika napadla naše vojake, bi lahko izvršna veja napovedala: "Ker vojna obstaja z dejanj, itd." in energično nadaljevala boj. Ko se enkrat začne, je bilo le malo javnih oseb, ki bi imele pogum, da bi se uprli. ... Ker Mehika ni pokazala volje, da bi prišla do Nueces, da bi pregnala napadalce s svojega ozemlja je postalo potrebno, da se "napadalci" približajo na priročno razdaljo, da bi bili zadeti. Tako so se začele priprave na premikanje vojske do reke Rio Grande, do točke blizu Matamorasa [sic]. Želeni je bilo zavzeti položaj blizu največjega središča prebivalstva, katerega smo lahko dosegli, ne da bi dejansko kršili ozemlje, na katerega nismo postavili nobenih zahtev.
V Mehiki, čeprav je Paredes 23. maja 1846 izdal manifest in 23. aprila razglasitev obrambne vojne, kar nekateri štejejo za de facto začetek vojne, je mehiški kongres uradno razglasil vojno 7. julija 1846.":148

#### Ponovni prihod generala Santa Anne
Porazi Mehike pri Palo Altu in Resaca de la Palma so pripeljali do ponovnega prihoda Santa Anne. V izgnanstvu na Kubi ob izbruhu vojne je napisal vladi v Mexico City, da noče nazaj na predsedniško mesto, ampak je pripravljen končati svoje izgnanstvo in uporabiti svoje vojaške izkušnje za vrnitev Teksasa Mehiki. Predsednik Farías je bil obupan. Sprejel je ponudbo in dovolil Santa Anni, da se vrne. Neznano za Faríasa se je Santa Ana skrivaj dogovarjal z predstavniki ZDA o prodaji vsega spornega ozemlja ZDA po razumni ceni, pod pogojem, da mu omogočijo vrnitev v Mehiko preko pomorskih blokad ZDA. Polk je poslal svojega predstavnika na Kubo, Alexandra Slidella MacKenzija, da bi se neposredno pogajal s Santa Ano. Pogajanja so bila tajna in ni pisnih zapisov o srečanjih, vendar je iz srečanj izšlo nekaj razumevanja. Polk je prosil Kongres za $2 milijona, ki naj bi se porabili za pogajanje o pogodbi z Mehiko. ZDA so dovolile Santa Ani, da se vrne v Mehiko ter so dvignile pomorsko blokado ob obali Mehiškega zaliva. Vendar je v Mehiki Santa Ana zanikal kakršnokoli vedenje o srečanju z ameriškim predstavnikom ali o kakršnihkoli ponudbah ali transakcijah. Namesto da bi bil Polkov zaveznik je obdržal vsa denarna sredstva, ki so mu bila dana in začel načrtovati obrambo Mehike. Američani so bili razočarani vključno z generalom Scottom, saj je bil to nepričakovan preobrat. "Santa Ana se je norčeval iz naivnosti svojih sovražnikov: ZDA so bile zavedene, ko so verjele, da bi lahko izdal svojo materno deželo.'" Santa Ana se je izogibal angažiranju v politiki in se posvetil vojaški obrambi Mehike. Medtem, ko so politiki poskušali ponovno uvesti zvezno republiko, se je Santa Ana odpravila na fronto, da bi ponovno osvojil izgubljeno severno ozemlje. Čeprav je bil Santa Ana izvoljen za predsednika leta 1846 je zavrnil, da bi vladal in to prepustil svojemu podpredsedniku, medtem ko se je poskušal soočiti z Taylorjevimi silami. Z obnovljeno zvezno republiko so nekatere države zavrnile podporo nacionalni vojaški kampanji, ki jo je vodil Santa Ana, ki je v prejšnjem desetletju neposredno bojeval z njimi. Santa Ana je pozval podpredsednika Gomeza Faríasa naj deluje kot diktator, da bi pridobil potrebne može in material za vojno. Gómez Farías je prisilil katoliško cerkev do posojila, vendar sredstva niso bila na voljo pravočasno, da bi podprla Santa Anino vojsko.

### Reakcija v Združenih državah

#### Nasprotovanje vojni
V Združenih državah, ki so bile vedno bolj razdeljene zaradi frakcijskih sporov, je bila vojna partijska zadeva in eden od ključnih elemenovt ameriške državljanske vojne. Večina Whigov na severu in jugu ji je nasprotovala; večina demokratov pa jo je podpirala. Južni demokrati, navdihnjeni z priljubljenim prepričanjem v Manifest Destiny so jo podpirali v upanju, da bi dodali ozemlje sužnjelastnikov jugu in se izognili številčnemu presežku hitreje rastočega severa. O'Sullivan, editor revije Democratic Review je to frazo skoval v njenem kontekstu trdeč, da mora biti "naša očitna usoda, da prekrijemo celino, ki nam jo je "Providenca" (usoda) namenila za prost razvoj naših letno naraščajočih milijonov."
Severne skupine proti suženjstvu so se bale širjenja Južne "suženjske moči"; Whigsi so na splošno želeli okrepiti ekonomijo z industrializacijo, ne pa jo širiti z več zemlje. Med najglasnejšimi nasprotniki vojne v predstavniškem domu je bil nekdanji predsednik ZDA Adams iz Massachusettsa. Prvič je izrazil skrbi glede širjenja na mehiško ozemlje leta 1836, ko je nasprotoval priključitvi Teksasa po njegovi dejanski neodvisnosti od Mehike. To trditev je nadaljeval leta 1846 iz istega razloga. Vojna z Mehiko bi dodala novo sužnjsko ozemlje narodu. Ko je 13. maja 1846 prišlo na glasovanje o vojni z Mehiko, je Adams v dvorani izrekel odločno "Ne!" Le 13 drugih je sledilo njegovi odločitvi. Kljub temu nasprotovanju je kasneje glasoval za vojni proračun.:151
Nekdanji suženj Frederick Douglass je nasprotoval vojni in bil razočaran nad šibkostjo protivojnega gibanja. "Odločitev našega predsednika, ki drži sužnje in verjetnost njegovega uspeha pri izsiljevanju od ljudi, moških in denarja za njegovo izvajanje je očitna iz šibke opozicije, ki je nasproti njemu. Nihče se ne zdi voljan, da bi z vsem tveganjem stal za mir."
Polk je na splošno uspel manipulirati Whigse, da so podprli proračun za vojno, vendar le potem, ko se je vojna že začela, nato pa "zameglil situacijo s številnimi lažnimi izjavami o mehiških dejanjih." Ni se vsak strinjal. Joshua Giddings je vodil skupino nasprotnikov v Washingtonu D.C. Vojno z Mehiko je imenoval "agresivno, nečisto in nepravično vojno" in glasoval proti oskrbi vojakov in orožja. Rekel je: "Pri umoru Mehikov na njihovem lastnem ozemlju ali pri ropanju njihove dežele ne morem sodelovati ne zdaj ne kasneje. Krivda za te zločine mora ležati na drugih. Ne bom sodeloval v njih."
Tudi Whig Lincoln je izpodbijal Polkov vzrok za vojno. Polk je trdil, da je Mehika "izlila ameriško kri na ameriškem tleh". Lincoln je predložil osem "Spot Resolutions", v katerih je zahteval, da Polk navede točno mesto, kjer je bil napaden Thornton in kjer je bila izlita ameriška kri ter pojasni ali je to območje ameriško ozemlje ali ga je zahtevala Španija in Mehika. Tudi Lincoln dejansko ni ustavil denarja za moške ali zaloge v vojnem naporu.:151
Whig senator Thomas Corwin iz Ohia je leta 1847 imel dolg govor, ki je obtoževal predsedniško vojno. V senatu 11. februarja 1847 je vodja Whigov Robert Toombs iz Georgije izjavil: "Ta vojna je nedefinirana ... Obtožujemo predsednika, da je zlorabil vojno moč ... z osvajanjem dežele ... ki je bila stoletja v lasti Mehike. ... Postavimo brzico na to poželenje po dominaciji. Imeli smo dovolj ozemlja, Nebo to ve." Demokratski predstavnik David Wilmot je predstavil predlog "Wilmot Proviso", ki bi prepovedal suženjstvo v novem ozemlju pridobljenem od Mehike. Wilmotov predlog je uspel v predstavniškem domu vendar ne v senatu.
Severni abolicionisti so napadli vojno kot poskus sužnjelastnikov, da bi okrepili svoj nadzor nad suženjstvom in tako zagotovili svoj nadaljnji vpliv v zvezni vladi. Ugledni umetniki in pisatelji so nasprotovali vojni, med njimi James Russell Lowell, čigar deli na temo "Sedanja kriza" in satirični The Biglow Papers sta bili takoj priljubljena. Transcendentlska pisatelja Henry David Thoreau in Ralph Waldo Emerson sta prav tako kritizirala vojno. Thoreau, ki je prestajal zaporno kazen, ker je zavrnil plačilo davka, ki bi podprl vojno prizadevanje je predavanje spremenil v esej, ki je zdaj znan kot Civil Disobedience. Emerson je bil jedrnat in napovedal, "ZDA bodo zavzele Mehiko, vendar bo to kot človek, ki je pogoltnil arzenik, ki ga bo zatem zrušil. Mehika nas bo zastrupila." Dogodki so to potrdili, saj so razprave o širjenju suženjstva na ozemljih, ki so bila odvzeta Mehiki, vzpodbudile zdrs v državljansko vojno le dobrih dvanajst let pozneje. Združenje delavcev Nove Anglije je obsodilo vojno, nekateri irski in nemški priseljenci so prestopili iz ameriške vojske in oblikovali "Saint Patrick's Battalion", da bi se borili za Mehiko.:152–157

#### Podpora vojni
Poleg trditev, da so dejanja mehiških vojaških sil znotraj spornih meja severno od reke Rio Grande predstavljala napad na ameriško ozemlje so zagovorniki vojne gledali na ozemlja Nove Mehike in Kalifornije kot na samo nominalno mehiške posesti z zelo šibkimi povezavami z Mehiko. Ozemlja so videli kot neurejena, brez vladavine in zaščite, katerih neavtohtona populacija je predstavljala znatno ameriško komponento. Poleg tega so Američani menili, da so ozemlja pod takojšnjo grožnjo pridobitve s strani ameriškega rivala na kontinentu, Britancev.
Predsednik Polk je te trditve ponovil v svojem tretjem letnem sporočilu kongresu 7. decembra 1847. Natančno je podrobno opisal stališče svoje administracije o izvorih konflikta, ukrepe, ki jih je ZDA sprejela za izogibanje sovražnosti in upravičenost za razglasitev vojne. Prav tako je razložil številne odprte finančne zahtevke ameriških državljanov proti Mehiki in trdil v luči mehiške insolventnosti, da je bila odcepitev nekaterih velikih delov njegovih severnih ozemelj edina odškodnina, ki je bila realno na voljo kot nadomestilo. To je pomagalo mobilizirati demokrate v kongresnu na njegovo stran, kar je zagotovilo sprejetje njegovih vojaških ukrepov in okrepilo podporo za vojno v ZDA.

#### ZDA in novinarstvo med vojno
Mehiško-ameriška vojna je bila prva vojna ZDA, ki jo je pokrival masovni mediji, predvsem rumeni tisk in je bila prva tuja vojna, o kateri so poročali predvsem ameriški dopisniki. Pokritost s strani tiska v Združenih državah je bila zaznamovana s podporo vojni in širokim javnim interesom ter zahtevi prebivalstva po poročanju o konfliktu. Pokritost vojne v Mehiki (tako s strani Mehičanov kot tudi Američanov, ki so bili v Mehiki) je bila omejena zaradi cenzure tiska, najprej s strani mehiške vlade in pozneje s strani ameriške vojske.
Walt Whitman je z navdušenjem podprl vojno leta 1846 in pokazal svoje prezirljivo stališče do Mehike ter navdušenje za Manifest Destiny: "Kaj ima obupana, neučinkovita Mehika—s svojim vraževerjem, svojim posmehom svobodi, svojim dejanskim tiranstvom peščice nad množico—kaj ima ona za opraviti z velikim poslanstvom naseljevanja novega sveta z plemenito raso? Naša naj bo, za dosežek našega cilja!"
Pokritost vojne je bila pomemben razvoj v ZDA, pri čemer so novinarji in vojaki, ki so pisali pisma, javnosti v ZDA dali "prvo neodvisno novično poročanje o vojni od doma ali tujine." Med vojno so izumi kot je telegraf ustvarili nove načine komunikacije, ki so obveščali ljudi z najnovejšimi novicami novinarjev na prizorišču. Najpomembnejši med njimi je bil George Wilkins Kendall, severnjak, ki je pisal za New Orleans Picayune in katerih članki Dispatches from the Mexican War predstavljajo pomemben prvi vir za konflikt. Z več kot desetletjem izkušenj poročanja o urbanem kriminalu je "rumeni tisk" realiziral vse večje povpraševanje javnosti po presunljivih vojnih novicah. Poleg tega Shelley Streetby dokazuje, da je tiskovna revolucija, ki je predhodila mehiško-ameriški vojni, omogočila distribucijo poceni časopisov po vsej državi. To je bil prvič v zgodovini ZDA, da so imeli poročila novinarjev namesto mnenj politikov velik vpliv na oblikovanje mnenj in stališč ljudi do vojne. Poleg pisanih poročil o vojni so vojni umetniki takrat in takoj zatem nudili vizualno dimenzijo vojne. Vizualne odrske Carla Nebela so dobro znane.
S stalnim poročanjem z bojišča so se Američani čustveno povezali kot skupnost. Novice o vojni so povzročile izjemno popularno navdušenje. Spomladi 1846 so novice o Taylorjevi zmagi pri Palo Altu pritegnile veliko množico, ki se je srečala v mestu tekstilne industrije Lowell, Massachusetts. V Chicagou se je aprila 1847 zbralo veliko število državljanov, da bi proslavili zmago pri Bueni Visti. New York je v maju 1847 proslavil dvojni zmagi pri Veracruzu in Bueni Visti. Generala Taylor in Scott sta postala junaka za svoj narod in pozneje sta postala predsedniška kandidata. Polk je obljubil, da bo predsednik samo en mandat, a je njegov zadnji uradni korak bil udeležba na Taylorjevi inavguraciji kot predsednika.

### Invazije ZDA na obrobje Mehike

#### Kampanja v Novi Mehiki
Po razglasu vojne 13. maja 1846 je general Stephen W. Kearny iz vojske Združenih držav ob juniju 1846 odšel jugozahodno iz Fort Leavenworth, Kansas z okoli 1.700 ljudmi v svoji "Vojski Zahoda". Kearnyjeva povelja so bila, da zavaruje ozemlja Nuevo México in Alta California.
V Santa Fe, New Mexico je guverner Manuel Armijo želel preprečiti boj, vendar so ga 9. avgusta polkovnik Diego Archuleta in častnika milice Manuel Antonio Chaves in Miguel Pino prisilili, da pripravi obrambo. Armaijo je postavil položaj v Apache Canyon, ozkem prehodu približno 10 mi (16 km) jugovzhodno od mesta. Vendar pa je 14. avgusta, preden je bila ameriška vojska sploh vidna, sklenil, da se ne bo boril. Američan James Magoffin je trdil, da je prepričal Armija in Archuleto, da sta sledila tej poti; nepreverjena zgodba pravi, da je podkupil Armija. Ko sta Pino, Chaves in nekateri pripadniki milice vztrajali pri boju, je Armijo ukazal, da naj se top obrne proti njim. Mehiška vojska se je umaknila v Santa Fe, Armijo pa je zbežal v mehiško državo Chihuahua.
Kearny in njegova vojska nista naletela na mehiške sile, ko so prispeli 15. avgusta. Kearny in njegova sila sta vstopila v Santa Fe in zasedla Novo Mehiko brez izstreljenega strela. Kearny se je 18. avgusta razglasil za vojaškega guvernerja Nove Mehike in ustanovil civilno vlado. Ameriški uradniki so pripravili začasni pravni sistem za ozemlje, ki se je imenoval "Kearny Code".
Kearny je nato odpeljal preostanek svoje vojske proti zahodu v Alto Kalifornijo; pustil je polkovnika Sterlinga Prica na čelu ameriških sil v Novi Mehiki. Imenoval je Charles Benta za prvega teritorialnega guvernerja Nove Mehike. Po Kearnyjevem odhodu so se uporniki v Santa Feu pripravili za božični upor. Ko so načrti prišli do ameriških oblasti so uporniki upor prestavili. Pridobili so številne domorodne zaveznike, vključno z Pueblo Indijanci, ki so prav tako želeli izgnati Američane z ozemlja. Zjutraj, 19. januarja 1847 so začeli uporniki vstajo v Don Fernando de Taos, današnjem Taos, New Mexico, ki je kasneje dobilo ime "Taos Revolt". Vodila sta jih Pablo Montoya, hispano Novomehičan in Tomás Romero, domorodni Taos Indijanec, poznan tudi kot Tomasito (Mali Tomas).
Romero je vodil domorodne bojevnike do Bentove hiše, kjer so razbili vrata, Benta ustrelili s puščicami in mu vzeli skalp v prisotnosti njegove družine. Odšli so naprej in pustili Benta še živega. Skupaj z ženo Ignacio in otroki ter ženami prijateljev Kita Carsona in Thomasa Oliverja Boggsa so je skupina rešila tako, da je izkopala predor skozi ilovnato steno svoje hiše v sosednjo. Ko so uporniki odkrili skupino so ubili Benta, a pustili ženske in otroke na miru.
Naslednji dan je velika oborožena sila približno 500 Novomehičanov in Pueblo Indijancev napadla in obkolila mlin Simeona Turleyja v Arroyo Hondo, Taos County, New Mexico, več kilometrov izven Taosa. Charles Autobees, zaposlen v mlinu je videl moške, ki so prišli. Odjahal je v Santa Fe po pomoč od okupacijskih ameriških sil. Osem do deset gorskih lovcev je ostalo v mlinu za obrambo. Po enodnevni bitki sta preživela le dva gorska lovca, John David Albert in Thomas Tate Tobin, Autobeesov polbrat. Oba sta se ponoči ločeno rešila peš. Isti dan so novomehiški uporniki ubili sedem ameriških trgovcev, ki so prehajali skozi vas Mora, New Mexico. Do 15 Američanov je bilo ubitih v obeh akcijah 20. januarja.
Ameriška vojska se je hitro premaknila, da bi zatrla upor; polkovnik Price je vodil več kot 300 ameriških vojakov iz Santa Fee v Taos, skupaj z 65 prostovoljci, vključno z nekaterimi Novomehičani, ki so jih organizirali Ceran St. Vrain, poslovni partner Williama in Charlesa Benta. Na poti so združene sile odgnale silo okoli 1.500 Novomehičanov in Pueblov v bitki pri Santa Cruz de la Cañada in v bitki za Embudo Pass. Uporniki so se umaknili v Taos Pueblo, kjer so poiskali zavetje v ilovnati cerkvi. Med bitko je ameriška vojska predrla zid cerkve in usmerila topniški ogenj v notranjost, povzročila številne žrtve in ubila približno 150 upornikov. Ujeli so še 400 moških po tesnem boju iz oči v oči. V bitki so umrli le trije Američani.
Ločena skupina ameriških vojakov pod vodstvom stotnikov Izraela R. Hendleya in Jesseja I. Morina je kampanjo izvajala proti upornikom v Mori. Prva bitka pri Mori se je končala z zmago Nove Mehike. Američani so ponovno napadli v drugi bitki pri Mori in zmagali, kar je končalo njihove operacije proti Mori. Novomehiški uporniki so ameriške sile napadli še trikrat v naslednjih mesecih. Ti dogodki so znani kot bitka pri kanjonu Red River, bitka pri Las Vegasu in bitka pri Cienega Creeku.

#### Kampanja v Kaliforniji
Novica o razglasitvi vojne s strani Kongresa je dosegla Kalifornijo avgusta 1846. Ameriški konzul Thomas O. Larkin, ki je bil nameščen v Montereyu, Kalifornija, je usklajeno deloval med dogodki v tej okolici, da bi se izognil prelitju krvi med Amerikanci in mehiško vojaško garnizijo pod vodstvom generala Joséja Castra, starejšega vojaškega častnika v Kaliforniji.
Frémont, ki je vodil topografsko ekspedicijo ameriške vojske za raziskovanje "Velikega Bazena" je decembra 1845 vstopil v "Sacramento Valley". Frémontova skupina je bila na "Upper Klamath Lake" v "Oregon Territory", ko je prejela novico, da je vojna med Mehiko in ZDA neizbežna; skupina se je nato vrnila v Kalifornijo.
Mehika je izdala proklamacijo, da tujci ne smejo več imeti lastnine v Kaliforniji in so podvrženi izgonu. Ko so se pojavile govorice, da general Castro zbira vojsko proti njim, so se ameriški naseljenci v Sacramento Valley združili, da bi se uprli grožnji. Dne 14. junija 1846 je 34 ameriških naseljencev prevzelo nadzor nad nebranjeno mehiško vladno postojanko v Sonoma, Kalifornija|, da bi preprečili Castrove načrte. En naseljenec je naredil "Zastavo medveda" in jo dvignil nad Sonoma Plaza. V enem tednu se je 70 več koz prostovoljcev pridružilo upornikom, ki so se v začetku julija povečali na skoraj 300. Ta dogodek pod vodstvom Williama B. Id je postal znan kot "Uporniki z Zastavo medveda".
Dne 25. junija je Frémontova skupina prispela, da bi pomagala pri pričakovanem vojaškem spopadu. San Francisco, takrat imenovan Yerba Buena, so 2. julija okupirali uporniki z "Zastavo medveda". Dne 5. julija je bil Frémontov kalifornijski bataljon oblikovan z združevanjem njegovih sil z mnogimi  uporniki.
Kommodor John D. Sloat, poveljnik Pacifiške eskadre ameriške mornarice,je bil blizu Mazatlana v Mehiki in je prejel ukaze, da zavzame San Francisco Bay in blokira kalifornijska pristanišča, ko je bil prepričan, da je vojna začela. Sloat je odplul proti Montereyju in prispel 1. julija. Sloat, ko je slišal o dogodkih v Sonomi in Frémontovi vpletenosti je napačno menil, da deluje na ukaz Washingtona in je naročil svojim silam, da zasedejo Monterey 7. julija in dvignejo ameriško zastavo. 9. julija je 70 mornarjev in marincev prispelo na Yerba Buena in dvignilo ameriško zastavo. Kasneje tisti dan v Sonomi je bila Zastava medveda spuščena, ameriška zastava pa je bila dvignjena na njeno mesto.
Na Sloatove ukaze je Frémont pripeljal 160 prostovoljcev v Monterey, poleg Kalifornijskega bataljona. 15. julija je Sloat prenesel svoje poveljstvo nad Pacifiško eskadro na komodorja Roberta F. Stocktona, ki je bil bolj vojaško agresiven. Zbral je pripravljene člane Kalifornijskega bataljona v vojaško službo, Frémont pa je prevzel poveljstvo. Stockton je ukazal Frémontu, naj se odpravi v San Diego, da se pripravi na napredovanje proti severu do Los Angelesa. Ko je Frémont prispel, je Stocktonovih 360 mož prispelo v San Pedro. Castro in Pico sta napisala poslovilno pismo in pobegnila ločeno v mehiško državo Sonoro.
Stocktonova vojska je 13. avgusta vstopila v Los Angeles brez nasprotovanja, nato pa je poslal poročilo državnemu sekretarju, da je "Kalifornija popolnoma svobodna od mehiške oblasti." Vendar je Stockton pustil tiranskega častnika na čelu Los Angelesa z majhno silo. Domači Californiosi, pod vodstvom José María Floresa, ki so delovali sami in brez zvezne pomoči iz Mehike, so v obleganju Los Angelesa prisilili ameriško posadko k umiku 29. septembra. Tudi majhne ameriške posadke v San Diegu in Santa Barbari so prisilili v beg.
Kapitan William Mervine je 7. oktobra pristal 350 mornarjev in marincev v San Pedru. V bitki pri Dominguez Ranchu so jih napadle in odgnale Floresove sile v manj kot eni uri. Štirje Američani so umrli, 8 pa je bilo huje ranjenih. Stockton je prispel s okrepitevami v San Pedro, kar je povečalo ameriške sile na tam 800. On in Mervine sta nato vzpostavila operativno bazo v San Diegu.
Medtem je Kearny in njegova sila približno 115 mož, ki so opravili naporen pohod čez Sonorsko puščavo, prečkali Río Colorado konec novembra 1846. Stockton je poslal 35-člansko patruljo iz San Diega, da jih poišče. 7. decembra je 100 suličarjev pod generalom Andrésom Picoom (brat guvernerja), ki so se pripravljali na napad, napadlo Kearnyjevo vojsko približno 150 mož v bitki pri San Pasqualu, kjer je bilo 22 Kearnyjevih mož (eden od njih je kasneje umrl zaradi ran) v 30 minutah boja ubitih. Ranjeni Kearny in njegova okrvavljena sila sta napredovala, dokler nista morala vzpostaviti obrambne pozicije na "Mule Hill". General Pico jih je dni oblegal  štiri dni, dokler ni prispela 215-članska ameriška reševalna sila.
Frémont in 428-članski Kalifornijski bataljon sta prispela v San Luis Obispo 14. decembra in Santa Barbaro 27. decembra. 28. decembra je ameriška sila pod Kearnyjem začela 25 kilometrski pohod do Los Angelesa. Flores je nato preselil svojo slabo opremljeno silo 500 mož silo na 15 metrov visoko pečino nad reko San Gabriel. 8. januarja 1847 je vojska Stockton-Kearnya premagala kalifornijske sile v dvourni bitki pri Rio San Gabriel. Tistega dne je Frémontova sila prispela v San Fernando. Naslednji dan, 9. januarj so se sile Stockton-Kearny borile in zmagale v bitki pri La Mesi. 10. januarja je ameriška vojska vstopila v Los Angeles, vendar ni naletela na odpor.
12. januarja sta se Frémont in dva Picova častnika dogovorila o pogojih predaje. Kapitulacijsko pogodbo so 13. januarja podpisali Frémont, Andrés Pico in šest drugih na ranču v Cahuenga Passu (današnji Severni Hollywood). To je postalo znano kot "Cahuenška pogodba", ki je zaznamovala konec oboroženega upora v Kalifornija.

#### Kampanja na pacifiški obali
Ob vstopu v Kalifornijski zali] so USS Independence, [[USS Congress in [[USS Cyane zasedle La Paz, Baja California Sur, nato pa 19. oktobra 1847 pri Guaymasu zajele in požgale majhno mehiško floto. V enem mesecu so zaliv očistile sovražnih ladij in uničile ali zajele 30 plovil. Kasneje so njihovi mornarji in marinci 11. novembra 1847 zavzeli pristanišče Mazatlán. Ko je bila zgornja Kalifornija zavarovana je večina Pacifiške eskadrilje nadaljevala pot vzdolž kalifornijske obale, zavzela vsa večja mesta na ozemlju Baja California in ujela ali uničila skoraj vse mehiške ladje v Kalifornijskem zalivu.
Mehiška kampanja pod poveljstvom Manuela Pinede Muñoza za ponovno zavzetje različnih zajetih pristanišč je povzročila več manjših spopadov in dve obleganji, v katerih so ladje Pacifiške eskadrilje nudile topniško podporo. Ameriške garnizije so ostale pod nadzorom pristanišč. Po okrepitvah je podpolkovnik Henry S. Burton odkorakal ven. Njegove sile so rešile ujete Američane, zavzele Pinedo in 31. marca v bitki pri Todos Santosu premagale in razpršile preostale mehiške sile, ne da bi vedele, da je bila februarja 1848 podpisana pogodba iz Guadalupe Hidalga in da je bilo 6. marca sklenjeno premirje. Ko so bile ameriške garnizije po ratifikaciji pogodbe evakuirane v Monterey, so se jim pridružili številni Mehičani: tisti, ki so podpirali ameriško stvar in so menili, da bo skupaj z Zgornjo Kalifornijo priključena tudi Spodnja Kalifornija.

#### Severovzhodna Mehika

##### Bitka pri Monterreyu
Pod vodstvom Zacharyja Taylorja je 2.300 ameriških vojakov po začetnih težavah pri pridobivanju rečnega prevoza prečkalo Rio Grande. Njegovi vojaki so zasedli Matamoros, nato Camargo (kjer so vojaki utrpeli prvo od številnih težav z boleznijo) in nato nadaljevali proti jugu ter oblegali mesto Monterrey v Novem Leónu. Težka bitka za Monterrey je povzročila hude izgube na obeh straneh. Ameriško lahko topništvo je bilo neučinkovito proti kamnitim utrdbam mesta, saj so ameriške sile napadle s frontalnimi napadi. Mehiške sile pod poveljstvom generala Pedra de Ampudie so pri utrdbi Fort Teneria odbile Taylorjevo najboljšo pehotno divizijo.
Ameriški vojaki, vključno s številnimi diplomanti West Pointa se še nikoli prej niso udeleževali urbanega bojevanja in so korakali naravnost po odprtih ulicah, kjer so jih streljali mehiški branilci, dobro skriti v debelih hišah iz opeke v Monterreyju. Hitro so se naučili in dva dni pozneje so spremenili svojo taktiko urbanega bojevanja. Teksaški vojaki so se že prej borili v mehiškem mestu (obleganje Béxarja decembra 1835) in so Taylorjevim generalom svetovali, da morajo Američani prebiti mestne hiše. Morali so preluknjati luknje v stene ali strehe hiš in se boriti iz bližine znotraj struktur. Mehičani so teksaške vojake imenovali »Diabólicos Tejanos« (hudičevi Teksašani). Ta metoda se je izkazala za uspešno. Sčasoma so ta dejanja Ampudijeve može prisilila in ujela na osrednji mestni trg, kjer jih je obstreljevanje z havbicami prisililo k pogajanjem. Taylor se je strinjal, da bo mehiški vojski dovolil evakuacijo in osemtedensko premirje v zameno za predajo mesta. Taylor je prekinil premirje in zasedel mesto Saltillo jugozahodno od Monterreya. Santa Anna je za izgubo Monterreya in Saltilla okrivil Ampudio in ga degradiral na poveljnika majhnega topniškega bataljona. Podobno je Polk Taylorja okrivil tako za velike izgube kot za to, da ni zaprl celotne Ampudijeve sile. Taylorjeva vojska je bila nato oropana večine svojih vojakov, da bi podprla prihajajoče obalne operacije Scotta proti Veracruzu in osrčju Mehike.

##### Bitka pri Buena Visti
22. februarja 1847 je Santa Anna, potem ko je slišal za to slabost iz pisnih ukazov, najdenih na zajetem ameriškega izvidnika, prevzel pobudo in z vso mehiško vojsko odkorakal proti severu, da bi se z 20.000 možmi boril proti Taylorju v upanju, da bo dosegel prepričljivo zmago, preden bo Scott lahko napadel z morja. Vojski sta se srečali in se bojevali v največji bitki vojne v bitki pri Buena Visti. Taylor se je s 4.600 možmi utrdil na gorskem prelazu La Angostura ali "ožini", nekaj kilometrov južno od ranča Buena Vista. Santa Anna, ki je imel malo logistike za oskrbo svoje vojske je ves dolg pohod proti severu utrpel dezertacij in prispel le z 15.000 utrujenimi možmi.
Ker je zahteva za predajo ameriške vojske bila zavrnjena, je vojska Santa Anne naslednje jutro napadla, pri čemer je v bitki z ameriškimi silami uporabila zvijačo. Santa Anna je obkrožil ameriške položaje tako, da je poslal svojo konjenico in nekaj pehote po strmem terenu, ki je sestavljal eno stran prelaza, medtem ko je divizija pehote napadla frontalno, da bi zmotila in odvlekla ameriške sile vzdolž ceste, ki je vodila v Buena Visto. Sledili so siloviti boji, med katerimi so bile ameriške čete skoraj poražene, a so se uspele oklepati svojih utrjenih položajev, zahvaljujoč Mississippi Rifles, prostovoljnemu polku pod vodstvom Jeffersona Davisa, ki jih je oblikoval v obrambno formacijo v obliki črke V. Mehičani so na več točkah skoraj prebili ameriške linije, vendar so njihove pehotne kolone, ki so se prebijale skozi ozek prelaz, močno trpele zaradi ameriškega konjeniškega topništva, ki je izstreljevalo topovske granate od blizu, da bi prekinilo napade.
Začetna poročila o bitki, pa tudi propaganda Santanistov so zmago pripisali Mehičanom na veliko veselje mehiškega prebivalstva, toda namesto, da bi naslednji dan napadel in končal bitko, se je Santa Anna umaknil in na poti izgubil može, potem ko je slišal o uporu in pretresih v Mexico Cityju. Taylor je pod nadzorom obdržal dele severne Mehike, Santa Anna pa se je kasneje soočil s kritikami zaradi svojega umika. Mehiški in ameriški vojaški zgodovinarji se strinjajo, da bi bila ameriška vojska verjetno poražena, če bi se Santa Anna bitko izbojevala do konca.
Polk ni zaupal Taylorju, za katerega je menil, da je v bitki pri Monterreyu pokazal nesposobnost, ko je privolil v premirje. Taylor je kasneje bitko pri Buena Visti uporabil kot osrednji del svoje uspešne predsedniške kampanje leta 1848.

#### Severozahodna Mehika
Severozahodna Mehika je bila v bistvu plemensko ozemlje staroselcev, vendar je bila 21. novembra 1846 podpisana "Pogodba iz Bear Springsa", ki je končala obsežen upor plemen Utov, Zunijev, Moquisov in Navajev. Decembra 1846 se je po uspešnem osvajanju Nove Mehike del Kearneyjeve Zahodne vojske, Prvi konjeniški prostovoljci iz Missourija, premaknil v današnjo severozahodno Mehiko. Vodil jih je Alexander W. Doniphan in nadaljevali so enoletno 8.850 kilometrov dolgo kampanjo. Opisan je bil kot tekmec z pohodom Ksenofonta čez Anatolijo med grško-perzijskimi vojnami.
Na božični dan so zmagali v bitki pri El Brazitu zunaj sodobnega El Pasa v Teksasu. 1. marca 1847 je Doniphan zasedel Chihuahua City. Britanski konzul John Potts ni hotel dovoliti Doniphanu, da bi preiskal dvorec guvernerja Tríasa, in je neuspešno trdil, da je pod britansko zaščito. Ameriški trgovci v Chihuahui so želeli, da ameriške sile ostanejo, da bi zaščitili svoje poslovanje. Major William Gilpin se je zavzemal za pohod na Mexico City in prepričal večino častnikov, vendar je Doniphan ta načrt preprečil. Nato je konec aprila Taylor ukazal Prvemu konjeniškemu prostovoljnemu polku Missourija, naj zapusti Chihuahuo in se mu pridruži v Saltillu. Ameriški trgovci so jim bodisi sledili bodisi se vrnili v Santa Fe. Med potjo so meščani Parrasa zaprosili Doniphana za pomoč proti domorodni skupini Indijancev, ki je vzela otroke, konje, mule in denar. The Missouri Volunteers finally made their way to Matamoros, from which they returned to Missouri by water.
Civilisti severne Mehike so se je ameriški invaziji le malo upirali, verjetno zato, ker so državo že opustošili napadi Komančev in Apačev. Josiah Gregg, ki je bil z ameriško vojsko v severni Mehiki, je dejal: »Celotna država od Nove Mehike do meja Duranga je skoraj v celoti izpraznjena. Haciende in ranči so bili večinoma zapuščeni, ljudje pa so večinoma omejeni na mesta.«

#### Južna Mehika
Južna Mehika je imela veliko domorodnega prebivalstva in je bila geografsko oddaljena od prestolnice, nad katero je imela centralna vlada šibek nadzor. Še posebej Yucatán je imel tesnejše vezi z Kubo in Združenimi državami Amerike kot z osrednjo Mehiko. V zgodnjem obdobju Mehiške republike se je Yucatán večkrat odcepil od federacije. Obstajala so tudi rivalstva med regionalnimi elitami, pri čemer je imela ena frakcija sedež v Méridi, druga pa v Campecheju. Ta vprašanja so vplivala na mehiško-ameriško vojno, saj so ZDA imele načrte na tem delu obale.
Ameriška mornarica je prispevala k vojni z nadzorom obale in čiščenjem poti ameriškim vojakom in zalogam zlasti do glavnega mehiškega pristanišča Veracruz. Še preden so se začele sovražnosti v sporni severni regiji je ameriška mornarica ustvarila blokado. Zaradi plitvih voda tega dela obale je ameriška mornarica potrebovala ladje z majhnim ugrezom namesto velikih fregat. Ker mehiške mornarice skoraj ni bilo, je lahko neovirano delovala v vodah Mehiškega zaliva. ZDA so se v Tabascu bojevale v dveh bitkah, v prvi bitki pri Tabascu| oktobra 1846 in v drugi bitki pri Tabascu junija 1847.
Leta 1847 so se Maji uprli mehiškim elitam polotoka v boju, znani kot "kastna vojna na Yucatánu". Jefferson Davis, takratni senator iz Mississippija, je v kongresu trdil, da predsednik ne potrebuje dodatnih pooblastil za posredovanje v Jukatanu, saj je vojna z Mehiko že v teku. Davisova skrb je bila strateška in del njegove vizije Manifest Destiny, saj je Mehiški zaliv "vodni bazen, ki pripada Združenim državam" in da "morata biti rt Jukatan in otok Kuba naša". Ta stališča so kasneje podprli "vitezi zlatega kroga", katerega član naj bi bil Davis. Na koncu ZDA niso posredovale v Jukatanu, so pa se ideje pojavljale v kongresnih razpravah o mehiško-ameriški vojni. Vlada Jukatana je na neki točki ZDA zaprosila za zaščito med kastno vojno,, vendar se ZDA niso odzvale.

### Scottova invazija na osrčje Mehike

#### Izkrcanja in obleganje Veracruza
Namesto, da bi okrepil Taylorjevo vojsko za nadaljnje napredovanje je predsednik Polk poslal drugo vojsko pod poveljstvom generala Winfielda Scotta. Polk se je odločil, da bo vojno končal z napadom na osrčje Mehike z obale. Generalova vojska Scotta je bila po morju prepeljana v pristanišče Veracruz, da bi začela invazijo na mehiško prestolnico Mexico City. 9. marca 1847 je Scott izvedel prvo večje amfibijsko izkrcanje v zgodovini ZDA v pripravah na obleganje. Skupina 12.000 prostovoljnih in rednih vojakov je s posebej zasnovanimi desantnimi plovili uspešno raztovorila zaloge, orožje in konje v bližini obzidanega mesta. V invazijski sili je bilo več bodočih generalov: Robert E. Lee, George Meade, Ulysses S. Grant, James Longstreet in Thomas "Stonewall" Jackson.
Veracruz je branil mehiški general Juan Morales z 3.400 možmi. Za rušenje mestnega obzidja in nadlegovanje branilcev so uporabili minomete in mornariške topove pod poveljstvom komodora Matthewa C. Perryja. Bombardiranje 24. marca 1847 je v obzidju Veracruza odprlo devet metrov dolgo vrzel.
Branilci v mestu so odgovorili z lastnim topništvom, toda podaljšan topniški napad je zlomil voljo Mehičanov, ki so se soočili s številčno močnejšo silo in so se po 12 dneh obleganja predali. Ameriški vojaki so utrpeli 80 žrtev, medtem ko so imeli Mehičani približno 180 ubitih in ranjenih, pri čemer je bilo ubitih na stotine civilistov. Med obleganjem so ameriški vojaki začeli postajati žrtve rumene mrzlice.

#### Napredovanje na Pueblo
Santa Anna je Scottovi vojski dovolil, da je korakala v notranjost, saj je računal na to, da bodo rumena mrzlica in druge tropske bolezni terjale svoj davek, preden bo Santa Anna izbral kraj za spopad s sovražnikom. Mehika je to taktiko že uporabila, med drugim tudi takrat, ko je Španija leta 1829 poskušala ponovno osvojiti Mehiko. Bolezen je lahko bila odločilni dejavnik v vojni. Santa Anna je bil iz Veracruza, zato je bil na domačem ozemlju, poznal je teren in imel mrežo zaveznikov. Za prehrano svoje lačne vojske in pridobivanje obveščevalnih podatkov o sovražnikovih gibanjih je lahko črpal iz lokalnih virov. Na podlagi svojih izkušenj v severnih bitkah na odprtem terenu si je Santa Anna prizadeval izničiti glavno prednost ameriške vojske, njeno uporabo topništva.
Santa Anna je izbral Cerro Gordo kot kraj za spopad z ameriškimi četami, saj je izračunal, da bo teren mehiškim silam ponudil največjo prednost. Scott je 2. aprila 1847 odkorakal proti zahodu proti Mexico Cityju z 8.500 sprva zdravimi vojaki, medtem ko je Santa Anna postavil obrambni položaj v kanjonu okoli glavne ceste in pripravil utrdbe. Santa Anna se je utrdil z mišljenjem, da je ameriška vojska ocenil na 12.000 vojakov, v resnici pa jih je bilo okoli 9000. Na cesti, kjer je pričakoval Scottov prihod je imel usposobljeno topništvo. Vendar je Scott poslal naprej 2.600 konjeniških dragoncev, ki so 12. aprila dosegli prelaz. Mehiško topništvo je prezgodaj streljalo nanje in s tem razkrilo njihove položaje, s čimer se je začel spopad.
Namesto, da bi se odpravili po glavni cesti, so se Scottove čete po neravnem terenu premaknile proti severu, postavile artilerijo na vzpetine in tiho obkrožile Mehičane. Čeprav so se Santa Anna in njegove čete že zavedali položajev ameriških čet, niso bili pripravljeni na napad, ki je sledil. V bitki 18. aprila je bila mehiška vojska poražena. Ameriška vojska je utrpela 400 žrtev, Mehičani pa več kot 1.000 žrtev, 3.000 pa jih je bilo ujetih. Avgusta 1847 je kapitan Kirby Smith iz Scottovega 3. pehotnega polka razmišljal o odporu mehiške vojske:
 Ne morejo storiti ničesar in njihovi nenehni porazi bi jih morali o tem prepričati. Izgubili so šest velikih bitk; zajeli smo šeststo osem topov, skoraj sto tisoč orožja za vojake, vzeli dvajset tisoč ujetnikov, imamo večji del njihove države in hitro napredujemo proti njihovi prestolnici, ki mora biti naša – vendar nočejo pogajanj [tj. pogajati se o pogojih]!
Ameriška vojska je pričakovala hiter propad mehiških sil. Vendar je bila Santa Anna odločen boriti se do konca, mehiški vojaki pa so se po bitkah še naprej pregrupirali, da bi se znova borili.

#### Premor pri Pueblu
1. maja 1847 je Scott prodrl proti Puebli, drugemu največjemu mestu v Mehiki. Mesto se je predalo brez odpora. Mehiški poraz pri Cerro Gordu je demoraliziral prebivalce Pueble in so se bali škode za svoje mesto in prebivalce. V vojskovanju je bila običajna praksa, da so zmagovalne vojake spustili, da bi civilnemu prebivalstvu povzročali grozote, če bi se upirali; grožnja s tem se je pogosto uporabljala kot pogajalsko orodje za zagotovitev predaje brez boja. Scott je imel ukaze, katerih cilj je bil preprečiti njegovim četam takšno nasilje in grozodejstva. Vladajoča elita Pueble si je prav tako prizadevala preprečiti nasilje, prav tako katoliška cerkev, vendar so revni in delavski prebivalci Pueble želeli braniti mesto. Vojaki ameriške vojske, ki so ponoči zašli ven, so bili pogosto ubiti. Dovolj Mehičanov je bilo pripravljenih prodati zaloge ameriški vojski, da bi omogočili lokalno oskrbo. V naslednjih mesecih je Scott v Puebli zbiral zaloge in okrepitve ter pošiljal nazaj enote, katerih rok za vpoklic je potekel. Scott si je tudi močno prizadeval, da bi svoje čete ohranjal disciplinirane in pravično ravnal z mehiškim ljudstvom pod okupacijo, da bi ohranil dober red in preprečil kakršen koli ljudski upor proti njegovi vojski.

#### Napredovanje proti Mexico Cityju in njegov zavzetje
Ker so gverilci nadlegovali njegovo komunikacijsko linijo nazaj do Veracruza, se je Scott odločil, da ne bo oslabil svoje vojske za obrambo Pueble, ampak je v Puebli pustil le garnizijo za zaščito bolnih in ranjenih, ki so tam okrevali, in 7. avgusta z preostalimi silami napredoval proti Mexico Cityju. Prestolnica je bila razbita v seriji bitk na desnem krilu mestne obrambe, v bitki pri Contrerasu in bitki pri Churubuscu. Po bitki pri Churubuscu so se boji ustavili zaradi premirja in mirovnih pogajanj, ki so se prekinila 6. septembra 1847. Z nadaljnjimi bitkami pri Molino del Rey in pri Chapultepec ter pri mestnih vratih Mexico Cityja je bila prestolnica okupirana. Scott je postal vojaški guverner okupiranega Mexico Cityja. Njegove zmage v tej kampanji so ga naredile za ameriškega narodnega junaka.
Bitka pri Chapultepecu septembra 1847 je bila obleganje gradu Chapultepec, zgrajenega na hribu v Mexico Cityju v kolonialnem obdobju. V tistem času je bil ta grad znana vojaška šola v prestolnici. Po bitki, ki se je končala z zmago ZDA, se je rodila legenda o "Los Niños Héroes". Čeprav zgodovinarji tega ne potrjujejo, je šest vojaških kadetov, starih med 13 in 17 let, namesto da bi se evakuirali, ostalo v šoli. Odločili so se, da ostanejo in se borijo za Mehiko. Ti Niños Héroes (dečki junaki) so postali ikone v mehiškem domoljubnem panteonu. Namesto da bi se predali ameriški vojski, so nekateri vojaški kadeti skočili z grajskega obzidja. Kadet Juan Escutia se je zavil v mehiško zastavo in skočil v smrt.

#### Zadnja kampanja Santa Anne
Konec septembra 1847 je Santa Anna naredila še zadnji poskus poraza ameriške vojske, tako da jo je odrezal od obale. General Joaquín Rea je začel obleganje Pueble (1847), kmalu pa se mu je pridružil Santa Anna. Scott je v Puebli pustil približno 2.400 vojakov, od katerih jih je bilo okoli 400 sposobnih za boj. Po padcu Mexico Cityja je Santa Anna upal, da bo združil civilno prebivalstvo Pueble proti ameriškim vojakom, ki so bili oblegani in izpostavljeni gverilskim napadom. Preden je mehiška vojska lahko uničila Američane v Puebli, so se v Veracruzu pod poveljstvom brigadnega generala Josepha Lanea izkrcale dodatne čete. V Puebli so mesto izropali. Santa Anna ni mogel oskrbovati svojih čet, ki so se dejansko razblinile kot bojna sila za iskanje hrane. Pueblo je 12. oktobra odblokiran od brigadnega generala Josepha Lanea, potem ko je 9. oktobra premagal Santa Anno v bitki pri Huamantli. Bitka je bila za Santa Anno zadnja.

#### Okupacija Mexico Cityja
Po zavzetju prestolnice se je mehiška vlada preselila v začasno prestolnico Quétaro. V Mexico Cityju so ameriške sile postale okupacijska vojska in so bile deležne prikritih napadov mestnega prebivalstva. Konvencionalno vojskovanje je nadomestilo gverilsko vojskovanje Mehičanov, ki so branili svojo domovino. Ameriški vojski so povzročili znatne žrtve, zlasti vojakom, ki so bili počasnejši pri dohajanju. General Scott je poslal približno četrtino svojih sil, da bi zavaroval komunikacijsko linijo do Veracruza iz lahkega korpusa generala Rea in drugih mehiških gverilskih sil, ki so od maja izvajale prikrite napade. Mehiški gverilci so pogosto mučili in pohabljali trupla ameriških vojakov kot maščevanje in opozorilo. Scott je gverilske napade videl kot nasprotne "vojnim zakonom" in zagrozil premoženju prebivalstva, ki je očitno nudilo zatočišče gverilcem. Ujete gverilce je bilo treba ustreliti, vključno z nemočnimi zaporniki, z obrazložitvijo, da so enako storili tudi Mehičani. Zgodovinar Peter Guardino trdi, da je bilo poveljstvo ameriške vojske sokrivo pri napadih na mehiške civiliste. Z grožnjami domovom, premoženju in družinam civilnega prebivalstva, z požiganjem celih vasi, plenjenjem in posilstvom žensk je ameriška vojska ločila gverilce od njihovih oporišč. "Gverilci so drago stali Američane, posredno pa več stanejo mehiške civiliste."
Scott je okrepil garnizijo Pueble in do novembra dodal 1.200 člansko garnizijo v Jalapo, vzpostavil 750 članske postojanke ob glavni poti med pristaniščem Veracruz in prestolnico, na prelazu med Mexico Cityjem in Pueblo pri Río Frío de Juárez, pri Perote, Veracruz in Las Vigas de Ramírez, Veracruz na cesti med Jalapo in Pueblo ter pri Puente Nacional, Veracruz med Jalapo in Veracruzom. Pod Laneom je tudi določil proti-gverilsko brigado, ki naj bi vodila vojno proti lahkemu korpusu in drugim gverilcem. Ukazal je, da konvoji potujejo z vsaj 1.300 možmi kot spremstvo. Laneove zmage nad lahkim korpusom pri Atlixcu (18. oktober 1847), pri Izúcarju de Matamorosu (23. november 1847) in pri bitkah pri prelazu Galaxara (24. november 1847) so oslabile sile generala Ree. 
Kasnejši napad na mehiške gverilce poveljnika Padre Jaraute pri Zacualtipanu (25. februarja 1848) je še zmanjšal gverilske napade na ameriške komunikacijske linije. Potem ko sta vladi 6. marca 1848 sklenili premirje, da bi počakali na ratifikacijo mirovne pogodbe, so se formalna sovražnosti ustavile. Vendar so nekatere skupine kljubovale mehiški vladi vse do evakuacije ameriške vojske avgusta. Nekatere je mehiška vojska zatrla ali pa so bili kot Padre Jarauta usmrčeni.

#### Dezerterstva
Dezerterstvo je bilo velik problem za obe vojski. V mehiški vojski so dezerterstva izčrpavala sile na predvečer bitke. Večina vojakov je bila kmetov, ki so bili zvesti svoji vasi in družini, ne pa generalom, ki so jih vpoklicali. Pogosto lačni in bolni, premalo opremljeni, le delno usposobljeni in premalo plačani, vojaki s strani svojih častnikov prezirani in niso imeli veliko razlogov za boj proti Američanom. V iskanju priložnosti so mnogi pobegnili iz vojaškega tabora, da bi našli pot nazaj v domačo vas.
Stopnja dezerterstva v ameriški vojski je bila 8,3 % (9.200 od 111.000), v primerjavi z 12,7 % med vojno leta 1812 in običajnimi stopnjami dezerterstva v mirnodobnem času, ki so znašale približno 14,8 % na leto. Mnogi moški so dezertirali, da bi se pridružili drugi ameriški enoti in dobili drugi bonus za vpis. Nekateri so dezertirali zaradi slabih razmer v taborišču. Domneva se, da so drugi uporabili vojsko za brezplačen prevoz v Kalifornijo, kjer so dezertirali, da bi se pridružili zlati mrzlici; vendar je to malo verjetno, saj je bilo zlato v Kaliforniji odkrito šele 24. januarja 1848, manj kot dva tedna pred koncem vojne. Ko je do vzhodnih ZDA prišla vest, da je bilo zlato odkrito, je prišla tudi vest, da je vojna končana. Na mehiško stran je prestopilo na stotine ameriških dezerterjev. Skoraj vsi so bili nedavni priseljenci iz Evrope s šibkimi vezmi z ZDA. Mehičani so izdajali letake in letake, v katerih so ameriške vojake vabili z obljubami denarja, zemljiških nagrad in častniških provizij. Mehiški gverilci so spremljali ameriško vojsko in ujeli moške, ki so se neupravičeno umaknili iz vrst ali pa so izpadli iz vrst. Gverilci so te moške včasih prisilili, da so se pridružili mehiškim vrstam. 
Na tisoče drugih ameriških vojakov je preprosto dezertiralo.

##### San Patricios
Najbolj znana skupina dezerterjev iz ameriške vojske je bil "bataljon svetega Patrika" ali San Patricios, sestavljen predvsem iz več sto priseljenih vojakov, večinoma katoliških Ircev in nemških priseljencev, ki so dezertirali iz ameriške vojske zaradi slabega ravnanja ali naklonjenosti do mehiških katoličanov in se pridružili mehiški vojski. Bataljon je vključeval tudi Kanadčane, Angleže, Francoze, Italijane, Poljake, Škote, Špance, Švicarje in Mehičane, od katerih so bili mnogi člani katoliške cerkve.
Večina bataljona je bila ubita v bitki pri Churubuscu; Američani so jih ujeli približno 100, približno polovica »San Patriciosov« pa je bila po ujetju v Churubuscu avgusta 1847 obsojena in obešena kot dezerterji. Vodja John Riley je bil žigosan. Doprsni kip Johna Rileyja in plošča na pročelju stavbe na trgu Plaza San Jacinto v San Angelu obeležujeta kraj, kjer so bili obešeni.

### Konec vojne, pogoji miru
Mehika, ki je bila vojaško manjša in je imela številna velika mesta v osrčju Mehike, vključno z glavno mestom, zasedena, se ni mogla braniti v konvencionalnem vojskovanju. Mehika se je soočala s številnimi nenehnimi notranjimi razdori med frakcijami, tako da formalni konec vojne ni bil enostaven. Čeprav so bili zapleti pri mirovnih pogajanjih na obeh straneh, je mir v Alti Kaliforniji prišel januarja 1847 s pogodbo iz Cahuenge, v kateri so se Californios (mehiški prebivalci Alte Kalifornije) predali ameriškim silam. Za konec konflikta je bila potrebna celovitejša mirovna pogodba. 
Ameriške sile so se iz osvajalske vojske na obrobju ozemlja, ki ga je želela vključiti, spremenile v invazijsko silo v osrednji Mehiki, kar bi lahko pomenilo, da bi lahko postala vojska dolgoročne okupacije. Mehiki ni bilo treba nujno podpisati mirovne pogodbe, lahko pa bi nadaljevala z dolgoročnim gverilskim bojem proti ameriški vojski. Vendar pa napadalcev ni mogla izgnati, zato so pogajanja o pogodbi postala še bolj nujna. Polkova želja po kratki osvajalski vojni proti domnevno šibkemu sovražniku brez volje do boja se je spremenila v dolg in krvav konflikt v osrčju Mehike. Pogajanja o pogodbi so bila v najboljšem interesu Združenih držav. Ni bilo lahko doseči tega. Polk je izgubil zaupanje v svojega pogajalca Nicholasa Trista in ga odpustil, saj so se mirovna pogajanja vlekla. Trist je prezrl dejstvo, da ni imel več pooblastila za delovanje v imenu Združenih držav. Ko je Tristu uspelo prepričati še eno mehiško vlado, da je podpisala pogodbo iz Guadalupe Hidalga, se je Polk soočil z dovršenim dejstvom in se odločil, da jo bo predložil kongresu v ratifikacijo. Ratifikacija je bila zahtevna naloga, saj so demokrati izgubili volitve leta 1846, vigovci, ki so nasprotovali vojni, pa so bili zdaj v premoči.

#### Vse-Mehiško gibanje
Po odločni zmagi so bile ZDA razdeljene glede tega kaj naj bi mir vključeval. Zdaj, ko so ZDA z invazijo na osrednjo Mehiko z gosto poseljenostjo presegle ozemeljske pridobitve, ki so si jih sprva zamislile, se je postavilo vprašanje, ali naj priključijo celotno Mehiko. Po Wilmotovem pogoju se je navdušenje nad idejo zmanjšalo, vendar je zavzetje Mexico Cityja obudilo navdušenje. V kongresu so bili proti temu ostri ugovori iz rasnih razlogov. Senator iz Južne Karoline John C. Calhoun je trdil, da bi priključitev Mehike ogrozila ameriške institucije in značaj države. „Nikoli si nismo predstavljali, da bi v našo Unijo vključili kogarkoli drugega kot belo raso – svobodno belo raso. Vključitev Mehike bi bil prvi primer takšne vključitve indijanske rase; saj je več kot polovica Mehičanov Indijancev, druga polovica pa je sestavljena predvsem iz mešanih plemen. Protestiram proti takšni uniji! Naša, gospod, je vlada bele rase ... Želimo si vsiliti svobodno vlado vsem; in vidim, da se je to zahtevalo ... da je poslanstvo te države širiti državljansko in versko svobodo po vsem svetu, še posebej pa po tej celini. To je velika napaka.“ 
Poleg rasnega argumenta je Calhoun trdil, da ZDA ne morejo biti hkrati imperij in republika in trdil je, da bi imperij okrepil centralno vlado in škodoval posameznim državam. Senator Rhode Islanda, vigovec John Hopkins Clarke je prav tako nasprotoval priključitvi celotne Mehike. »Vključitev tako razdrobljene in degradirane mase v celo omejeno sodelovanje z našimi socialnimi in političnimi pravicami bi bila usodno uničujoča za institucije naše države. Takšno ljudstvo je prežeto z moralno kugo, ki je nalezljiva – gobavost, ki nas bo uničila.«

#### Pogodba iz Guadalupe Hidalgo
Pogodba iz Guadalupe Hidalgo, ki je bila podpisana 2. februarja 1848 s strani diplomata Nicholasa Trista in mehiških predstavnikov Luisa G. Cuevasa, Bernard Couta in Miguel Atristaina, je končala vojno. Pogodba je Združenim državam omogočila nedvoumno kontrolo nad Teksasom, vzpostavila mejo med ZDA in Mehiko ob reki Rio Grande ter predala Združenim državam današnje zvezne države Kalifornije, Nevade in utaha, večino Nove Mehike, Arizono in Kolorado, ter dele Teksasa, Oklahoma, Kansasa in Wyominga. V zameno je Mehika prejela $15 milijonov ($443 milijonov danes) – kar je manj kot polovica zneska, ki ga je ZDA poskušala ponuditi Mehiki za zemljo pred začetkom sovražnosti – in ZDA so se strinjale, da prevzamejo $3.25 million ($9.604 milijonov danes) v dolgovih, ki jih je mehiška vlada dolgovala ameriškim državljanom. Območje, pridobljeno z pogodbo, je bilo določeno s strani Federal Interagency Committee na 338.680.960 akrov (1.370.595 kvadratnih kilometrov). Stroški so znašali $16.295.149. To območje je znašalo eno tretjino izvirnega teritorija Mehike iz njene neodvisnosti leta 1821.
Pogodbo je ratificiral ameriški senat z glasovanjem 38 glasov za in 14 glasov proti dne 10. marca in Mehika z zakonodajnim glasovanjem 51–34 ter senatnim glasovanjem 33–4 dne 19. maja. Novica, da je zakonodajna skupščina Nove Mehike sprejela zakon za organizacijo teritorialne vlade ZDA, je pomagala omiliti mehiške skrbi glede zapuščanja ljudstva Nove Mehike. Pridobitev je bila vir polemik, še posebej med ameriškimi politiki, ki so se od začetka nasprotovali vojni. Vodilni ameriški protivojni časopis, Whig N"ational Intelligencer", je sarkastično zaključil: »Ničesar ne osvojimo ... Hvala bogu.«
Pridobljene zemlje zahodno od reke Rio Grande se tradicionalno imenujejo Mehiška cesija, oz. odstop v ZDA, nasprotno Teksaški aneksiji pred dvema letoma, čeprav delitev Nove Mehike na sredini ob reki Rio Grande nikoli ni imela nobene podlage niti v nadzoru niti v mehiških mejah. Mehika nikoli ni priznala neodvisnosti Teksasa pred vojno in se do te pogodbe ni odpovedala svojim zahtevam po ozemlju severno od Rio Grandeja oziroma reke Gila.
Preden je senat ZDA ratificiral pogodbo je naredil dve spremembi: spremembo besedila člena IX (ki je jamčil Mehičanom, ki živijo v kupljenih ozemljih pravico, da postanejo državljani ZDA) in izbris člena X (ki je priznal legimiteto zemljiških dotacij, ki jih je dodelila mehiška vlada). Dne 26. maja 1848, ko sta si dve državi izmenjali dokumente o ratifikaciji pogodbe, sta se dodatno dogovorili o protokolu s tremi členi (znanem kot Protokol iz Querétara), ki je pojasnil spremembe. Prvi člen je trdil, da bo izvirni člen IX pogodbe, čeprav ga je nadomestil člen III Pogodbe z Louisiano, še vedno podeljeval pravice, opredeljene v členu IX. Drugi člen je potrdil legimiteto zemljiških dotacij v skladu z mehiškim pravom. Protokol je bil podpisan v mestu Querétaro s strani A. H. Sevierja, Nathana Clifforda in Luisa de la Rosa Oteiza.
Člen XI je ponudil potencialno korist za Mehiko, saj se je ZDA zavezala, da bo zatirala napade Komančev in Apačev, ki so pustošili območje ter plačala odškodnine žrtvam napadov, ki jih ni mogla preprečiti. Vendar pa niso prenehali napadi Indijancev še več desetletij po pogodbi, čeprav je epidemija kolere leta 1849 močno zmanjšala število Komančev. Robert P. Letcher, minister ZDA v Mehiki leta 1850, je bil prepričan, da bo "ta obupni 11. člen" povzročil finančni propad ZDA, če se ne bo mogla osvoboditi svojih obveznosti. ZDA so se pet let pozneje osvobodile vseh obveznosti člena XI s členom II "Gadsdenovega nakupa" leta 1853.

## Posledice

### Spremenjena ozemlja
Pred secesijo Teksasa je Mehika obsegala skoraj 1.700.000 sq mi (4.400.000 km2), do leta 1849 pa je pokrivala le nekoliko manj kot 800,000 sq mi (2.071,99 km2). Dodatnih 30,000 sq mi (77,70 km2) so prodali ZDA v Gadsdenovem nakupu leta 1853, kar predstavlja skupno zmanjšanje mehiške teritorije za več kot 55%, ali 900,000 sq mi (2.330,99 km2). Čeprav je bila priključena zemlja približno velikosti Zahodne Evrope, je bila slabo naseljena. Na zemlji je bilo okoli 14,000 neindijanskih prebivalcev v Alta Kaliforniji in okoli 60.000 v Nuevo Méxicu ter tudi velike avtohtone narode, kot so Papago, Pima, Pueblo, Navajo, Apači in mnogi drugi. Čeprav so se nekateri domačini preselili južneje v Mehiko, je večina ostala na ozemlju ZDA.
Ameriški naseljenci, ki so poselili na novo osvojeni jugozahod, so nadomestili mehiško pravo (civilnopravni sistem, ki je temeljil na španskem pravu), ki je z zakonom z dne 6. aprila 1830 prepovedalo vsako nadaljnje priseljevanje. Vendar so prepoznali vrednost nekaterih vidikov mehiškega prava in jih prenesli v svoje nove pravne sisteme. Večina jugozahodnih držav je na primer sprejela sisteme skupne lastnine zakoncev, pa tudi vodno pravo.
Mnogi Mehičani, vključno z mešanci ( mestizos), Afro-Mehičani in domorodnimi ljudstvi na priključenih ozemljih so doživeli izgubo civilnih in političnih pravic. Zdravniški sporazum Guadalupa Hidalgo je obljubljal ameriško državljanstvo vsem nekdanjim mehiškim državljanom, ki so živeli na teh ozemljih. Vendar pa so Združene države dale novim državam moč, da določijo politiko državljanstva in znotraj enega leta so države sprejemale zakone, ki so prepovedovale vsem Mehičanom v Arizoni, Kaliforniji, Novem Mehiku in Teksasu ameriško državljanstvo, razen belim moškim Mehičanom. Poleg tega so ne-beli Mehičanci izgubili določene pravice državljanstva, kot so pravica do opravljanja odvetništva, glasovanja ali zasedanja določenih vladnih položajev. Avtohtona ljudstva so izgubila pravice do zemlje in bila iztrebljena, kot v kalifornijskem genocidu ali prisiljena v indijanske rezervate. Mehika je izgubila del svojih severnih ozemelj v Nevadi, Utahu, Koloradu, Oklahomi, Kansasu in Wyomingu, ki so vključevala malo ali nič Mehičanov in številne avtohtone skupine.
Poleg tega vlada ZDA ni podelila polne državljanske pravice Američanom indijanskega porekla na jugozahodu vse do 30. let prejšnjega stoletja, čeprav so bili mehiški državljani. Ustava Kalifornije iz leta 1849 je pripisovala pravice glasu le belim moškim državljanom (člen II, odsek 1), število senatorjev pa je bilo določeno "v skladu s številom belih prebivalcev" (člen IV, odsek 29).

### Vpliv na Združene države
V večjem delu Združenih držav je zmaga in pridobitev nove zemlje prinesla povečanje patriotizma. Zmaga se je zdela uresničitev prepričanja demokratov v Manifestno usodo njihove države. Čeprav so se Whigi uprli vojni, so za svojega predsedniškega kandidata na volitvah 1848 izbrali Zacharyja Taylorja, hvalili njegovo vojaško delovanje, medtem ko so omilili svoje kritike vojne.
Ali se je mehiška vojna že končala in kako? Ali smo poraženi? Ali veste za katero koli državo, ki namerava oblegati South Hadley [Massachusetts]? Če ja, me obvestite o tem, saj bi z veseljem izkoristila priložnost za pobeg, če nas bodo napadli. Predvidevam, da bi [naša učiteljica] gospa[Mary Lyon [ustanoviteljica Mount Holyoke College] vsem nam priskrbela bodala in nam ukazala, da se borimo za svoja življenja ...— Šestnajstletna Emily Dickinson, ki je pisala svojemu starejšemu bratu, Austinu jeseni leta 1847, kmalu po bitki pri Chapultepecu
Mesec dni pred koncem vojne je Polk naletel na kritiko v Predstavniškem domu Združenih držav s spremembo zakona, ki je hvalil Taylorja za "vojno, ki jo je predsednik Združenih držav nepotrebno in neustavno začel." Ta kritika, v kateri je kongresnik Abraham Lincoln igral pomembno vlogo s svojimi "Spot Resolutioni", je sledila kongresnemu pregledu začetkov vojne, vključno z dejanskimi izzivi trditev predsednika Polka. Glasovanje je potekalo v skladu s strankarskimi linijami, pri čemer so vsi Whigi podprli spremembo. Lincolnov napad je prejel mlačno podporo svojih Whigov v Illinoisu, toda ga pa je grobo napadla opozicija demokratov, ki so se v Illinoisu združili v podporo vojni; Lincolnove"Spot Resolucije" so preganjale njegove prihodnje kampanje v močno demokratskem Illinoisu in so jih njegovi nasprotniki citirali tudi globoko v njegovo predsedstvo.
Medtem ko je whig Emerson zavračal vojno "kot sredstvo za dosego ameriške usode," je proti koncu vojne napisal: "ZDA bodo zavzele Mehiko, a kot človek pogoltne arzenik, ki ga vznemiri. Mehika nas bo zastrupila." Kasneje je sprejel misel, da "večina velikih rezultantov zgodovine nastane z nečastnimi sredstvi." Zgodovinar državljanske vojne James M. McPherson posveča celo poglavje svoje zgodovine državljanske vojne, ki je osvojila Pulitzerjevo nagrado, mehiško-ameriški vojni, ki nosi naslov "Mehika nas bo zastrupila". McPherson trdi, da je bila mehiško-ameriška vojna in njeni posledici ključni teritorialni dogodek pred državljansko vojno.
Veterani vojne so pogosto bili zlomljeni ljudje. "Ko so se bolni in ranjeni iz Taylorjevih in Scottovih kampanj vračali iz Mehike v Združene države, je njihovo stanje šokiralo domačine. Možje, sinovi in bratje so se vračali v slabem zdravju, nekateri brez okončin." "Republikanski učbenik kampanje" iz leta 1880, ki ga je pripravil Republikanski kongresni odbor opisuje vojno kot "fekalno, smrdljivo korupcijo" in "eden najtemnejših prizorov v naši zgodovini—vojna, ki jo je našemu in mehiškemu ljudstvu vsilila svojeglava uzurpacija predsednika Polka v prizadevanju za ozemeljsko širitev suženjske oligarhije."
Po podpisu pogodbe iz leta 1848 si je Polk prizadeval poslati vojake na Jukatan, kjer je divjala državljanska vojna med secesionisti in tistimi, ki so podpirali mehiško vlado. Ameriški kongres je njegovo prošnjo zavrnil. Mehiška vojna naj bi bila kratka in skoraj brez krvi. Ni bila ne eno ne drugo. Kongres ni podpiral nadaljnjih zunanjih konfliktov.

### Učinek na ameriško vojsko v državljanski vojni
Mnogo vojaških voditeljev na obeh straneh ameriške državljanske vojne 1861–1865 se je usposabljalo na vojaški akademiji v West Pointu in so se bojevali kot mlajši častniki v Mehiki. Ta seznam vključuje vojaške osebnosti, ki so se borile za Unijo: Ulysses S. Grant, George B. McClellan, William Tecumseh Sherman, George Gordon Meade in Ambrose Burnside. Vojaški možje, ki so se pridružili južnim secesionistom Konfederacije, vključujejo Roberta E. Leeja, Albert Sidney Johnston, Stonewall Jackson, Jamesa Longstreeta, Joseph E. Johnston, Braxton Bragg, Sterlinga Pricea in bodočega konfederacijskega predsednika Jeffersona Davisa. Obe strani sta imeli voditelje z bogatimi izkušnjami v aktivnem bojevanju, strategiji in taktiki.
Za Granta, ki je kasneje vodil unijske sile med državljansko vojno in bil izvoljen za predsednika, "mu je prav tako pokazalo mnoge načine, kako so vojne prežete z političnimi izračuni." Grant je služil v Mehiki pod generalom Zacharyjem Taylorjem in bil imenovan za vršilca funkcije pomočnika četrtnega poveljnika Taylorjeve vojske, kar je poskusil zavrniti, saj ga je oddaljevalo od bojišča. Vendar je "imenovanje dejansko predstavljalo božji dar za Granta, ki ga je spremenilo v popolnega vojaka, spretnega pri vsakem aspektu vojaškega življenja, zlasti logistike... To je nudilo neprecenljivo usposabljanje za državljansko vojno, ko bo Grant moral ohranjati ogromne armade na terenu, daleč od severnih oskrbovalnih skladišč." Grant je doživel precejšnje bojevanje in pokazal svoje hladnokrvnost pod ognjem. V bitki pri Chapultepeku je on in njegovi možje postavili havbico v cerkveni zvonik, ki je imel nadzorovan pogled na vrata San Cosme. Ta akcija mu je prinesla častni čin brevet kapitana zaradi "galantnega in zaslužnega ravnanja v bitki pri Chapultepeku."
Grant se je kasneje spominjal v svojih Memoarjih, objavljenih leta 1885, da "na splošno vojaki vojske niso bili ravnodušni ali je bila aneksija [Teksasa] uresničena ali ne; vendar pa ne vsi. Osebno sem bil gorko nasprotujoč tej zakonodaji in do danes smatram vojno, ki je iz tega izšla, kot eno izmed najbolj nepravičnih, ki so jih kdajkoli vodili močnejši proti šibkejši državi. Bil je to primer republike, ki je sledila slabemu zgledu evropskih monarhij, saj v svoji želji po pridobitvi dodatnega ozemlja ni upoštevala pravičnosti." Grant je prav tako izrazil mnenje, da je vojna proti Mehiki prinesla kazen Združenim državam v obliki ameriške državljanske vojne. "Južnjaška vstaja je bila v veliki meri posledica mehiške vojne. Narodi, tako kot posamezniki, so kaznovani za svoje prekrške. Dobila smo svojo kazen v najbolj krvavi in dragi vojni modernih časov."
Robert E. Lee, poveljnik konfederativnih sil do konca državljanske vojne je začel graditi svojo reputacijo kot vojaški častnik v ameriški vojni proti Mehiki. Na začetku mehiško-ameriške vojne je kapitan Lee napadel Mehiko z inženirsko enoto generala Woola iz severa. Kmalu po začetku leta 1847 je pomagal zajeti mehiška mesta Vera Cruz, Cerro Gordo, Contreras, Churubusco, Molino del Rey in Chapultepec. Lee je bil ranjen pri Chapultepecu. General Scott je opisal Roberta E. Leeja kot "galantnega in neizčrpnega", saj je dejal, da je Lee pokazal "največje dejanje fizičnega in moralnega poguma, ki ga je izvedel kdorkoli, kar mu je znano med kampanjo." Grant je pridobil vpogled v Roberta E. Leeja, kot navaja njegovo spominjanje, "Poznal sem ga osebno in vedel, da je smrtnik; in ravno tako je bilo dobro, da sem to čutil."
Leta 1861 je general Scott svetoval Abrahamu Lincolnu naj prosi Leeja, da prevzame poveljstvo nad ameriškimi silami. Lee je to zavrnil in kasneje pripovedoval: "Zavrnil sem ponudbo, ki mi jo je dal, da prevzamem poveljstvo nad vojsko, ki je bila pripeljana na bojišče in to sem iskreno in vljudno povedal, da čeprav sem se upiral secesiji in obsojal vojno, ne morem niti malo sodelovati v invaziji južnih držav."

### Družbeni in politični kontekst
Kljub začetnim nasprotovanjem Whigov in abolicionistov je mehiška vojna vseeno združila ZDA v skupnem cilju in se je bojevala skoraj izključno z prostovoljci. Ameriška vojska se je povečala z malo več kot 6.000 na več kot 115.000 mož. Večina 12-mesečnih prostovoljcev v Scottovi vojski se je odločila, da je enoletno bojevanje dovolj in se vrnila v ZDA.
Protisuženjske skupine so se borile za izključitev suženjstva iz kateregakoli ozemlja, ki ga je osvojila ZDA. Leta 1847 je Predstavniški dom sprejel Wilmotovo določilo, ki je določalo, da nobeno ozemlje, pridobljeno s to vojno ne sme biti odprto za suženjstvo. Če bi bilo uspešno, bi Wilmotovo določilo dejansko razveljavilo kompromis v Missouriju iz leta 1820, saj bi prepovedalo suženjstvo na območju južneje od paralele 36°30′ sever. Senat se je izognil vprašanju, pozni poskus, da bi ga dodali v Pogodbo z Guadalupe Hidalgo pa je bil zavrnjen, ker so južni senatorji imeli dovolj glasov, da preprečijo njegovo dodajanje. Predstavniški dom je bil razdeljen po prebivalstvu, severni del pa je rasel, kar mu je omogočilo, da je na volitvah leta 1846 osvojil večino v predstavniškem domu; vendar je bila zastopanost v senatu dva člana na državo, južnjaki pa so imeli dovolj glasov, da so preprečili dodatek.
Vojna se je izkazala za odločilen dogodek za ZDA, saj je označila pomembno prelomnico za nacijo, ki je postajala vse močnejša vojaška sila. To je tudi mejnik v ameriški zgodbi o Manifest Destiny. Vojna ni rešila vprašanja suženjstva v ZDA, temveč ga je v mnogih pogledih povečala, saj je potencialno širjenje institucije na zahod postajalo vse bolj osrednja in vroča tema v nacionalnih razpravah. S širjenjem ozemlja ZDA do Tihega oceana je konec mehiško–ameriške vojne označil nov korak v velikih migracijah Američanov na Zahod.

### Veterani vojne
Po državljanski vojni so se veterani mehiške vojne začeli organizirati kot veterani ne glede na čin in lobirati za svojo služenje. Sprva so si prizadevali ustanoviti dom za vojake za starejše in bolne veterane, a so nato začeli zahtevati pokojnine leta 1874. V Kongresu je bilo upiranje temu, saj so veterani prejeli določene parcele do 160 hektarjev zemlje za svojo službo; pokojnine bi obremenile proračun vlade. Politika je bila zapletena, saj se je toliko veteranov mehiške vojne borilo za konfederacijo med državljansko vojno. Republiški kongresniki so jih obtožili, da poskušajo nuditi zvezno pomoč nekdanjim konfederatom. To je privedlo do trinajstletne razprave v Kongresu o zvestobi veteranov in njihovi upravičenosti do zvezne pomoči v njihovih poznih letih.
Leta 1887 je začel veljati zakon o pokojninah veteranov mehiške vojne, ki je veteranom omogočil pridobitev pokojnine za njihovo službo. Preživeli častniki in vojaki so bili uvrščeni na seznam prejemnikov pokojnin, ki je vključeval prostovoljce, milice in mornarje, ki so služili vsaj 60 dni in bili vsaj 62 let stari. Vdove veteranov, ki se niso ponovno poročile, so bile upravičene do pokojnine svojega pokojnega moža. Izključeni so bili "katerikoli oseba, ki je bila pod političnimi omejitvami, ki jih nalaga "Fourteenth Amendment to the United States Constitution", torej veterani, ki so se borili za konfederacijo med državljansko vojno.

### Incidenti, civilne žrtve in množične pokoli
Na začetku vojne so ameriške čete pod poveljstvom Taylora v večini upoštevale vojna pravila pod budnim očesom Taylora, in se skoraj izključno spopadali z vojaki nasprotnika. To jim je pridobili določeno priljubljenost pri mehiških civilistih, ki so okupacijske Američane cenile v večji meri v primerjavi z mehiško vojsko, ki je svoje ranjene pustila, da so jih ujeli nasprotniki, ko so se umikali iz območja. Junija 1846 se je situacija spremenila, ko so ameriške okrepitev vstopile na območje in začele napadati lokalne kmetije. Mnogi vojaki na garnizijski dolžnosti so naredili zločine proti civilistom, kot so ropi, posilstva in umori, da bi omilili svoj dolgčas. Ta val brezobzirnega kriminala je pripeljal do tega, da so ameriški vojaki ubili vsaj 20 civilistov v prvem mesecu okupacije. Taylor sprva ni izkazoval zaskrbljenosti glede zločinov, ki so jih storili vojaki in ni discipliniral vojakov odgovornih zanj, ali uvedel ukrepe za preprečevanje zločinov. To je privedlo do spremembe javnega mnenja proti ameriškim vojakom in povzročilo, da je veliko Mehičanov vzelo orožje in oblikovalo gverilske čete, ki so napadale ameriške patrulje. Napadi so postajali vse pogostejši, še posebej po bitki pri Monterreyu.
V tem času so anti-katoliški sentiment in rasizem še naprej spodbujali napade na mehiške civiliste. Ocenjeno je bilo, da je ameriška vojska ubila najmanj 100 civilistov, pri čemer je bila večina teh ubitih s strani 1. teksaške konjeniške čete, ki jo je poveljeval polkovnik John C. Hays. Ameriške enote pod poveljstvom kapitana Mabryja B. "Mustang" Graya so v odgovor na umor ameriškega vojaka, ki so ga ubili Mehičani zunaj Monterreyja, ugrabile in usmrtile 24 neoboroženih mehiških civilistov. Novembra 1846 je odred iz 1. kentuckijske enote umoril mladega mehiškega dečka, domnevno kot obliko razvedrila. Po tem je Taylor neuspešno poskušal vložiti tožbe proti kateremu koli od vojakov vpletenih v to.
Najbolj razvpiti incident se je zgodil 9. oktobra 1847, ko je stornik Samuel Hamilton Walker in 12 drugih umrlo v spopadu, Joseph Lane je naročil svojim vojakom, da se maščujejo za mrtve teksaške rangerje, tako da so oropali mesto Huamantla. Vojaki so hitro postali pijani po obleganju trgovine z alkoholom in začeli napadati mestne prebivalce, posiljevati in ubijati desetine mehiških civilistov ter brez razlikovanja požigati njihove domove. Vendar je  ta poročila o ameriškem divjanju zasenčila novica o odstopu Santa Anne po napadu na Huamantlo, kar ni privedlo do nobenih posledic proti Lanu ali kateremu koli od vojakov, vpletenih v grozodejstva.

### Učinki na Mehiko
Za Mehiko je bila vojna boleča zgodovinska izkušnja, ki je privedla do izgube ozemlja in osvetlila notranje politične konflikte, ki so se nadaljevali še naslednjih 20 let. Reformni vojni med liberali in konservativci leta 1857 je sledila drugi francoski poseg v Mehiko leta 1861, ki je ustanovil Drugo mehiško cesarstvo. Vojna je povzročila, da je Mehika vstopila v "obdobje samorefleksije ... ko so njeni voditelji iskali, da bi določili in naslovili razloge, ki so privedli do takega debakla." Takoj po vojni je skupina mehiških pisateljev, vključno z Ignaciom Ramírezom, Guillermo Prieto, José Maro Iglesias in Franciscoom Urquidom sestavila sebično oceno razlogov za vojno in poraz Mehike, ki jo je uredil častnik mehiške vojske Ramón Alcaraz. Zanikali so, da bi imele mehiške zahteve po Teksasu kakršno koli zvezo z vojno in namesto tega zapisali, da je za "pravi izvor vojne dovolj reči, da jo je povzročila nepotešljiva ambicija Združenih držav, ki jo je podpirala naša šibkost." Delo je opazil in prevedel v angleščino polkovnik Albert Ramsey, veteran mehiško-ameriške vojne in ga leta 1850 objavil v Združenih državah kot radovednost.
Kljub temu, da je bil obtožen in odgovoren za izgubo Mehike v vojni, je Santa Anna prišel na oblast še za en mandat kot predsednik. Potem, ko je leta 1853 prodal dolino Mesilla ZDA v Gadsdenovi kupčiji, je začel graditi[transkontinentalno železnico po boljši poti, vendar je bil odstavljen in je šel v dolgotrajno izgnanstvo. Med izgnanstvom je napisal svojo različico dogodkov, ki pa ni bila objavljena še veliko kasneje.

## Dedščina

### Mehika
Ko so Francoze izgnali leta 1867 in je bila ponovno vzpostavljena liberalna republika, je Mehika začela obračunavati z dedščino mehiško-ameriške vojne. Zgodba o Niños Héroes je postala pripoved, ki je pomagala Mehičanom, da so se soočili z vojno. Fanta kadeta, ki sta se žrtvovala za svojo patrio ("očetnjavo") kot mučenika v bitki pri Chapultepecu sta bila navdihujoča, vendar njuna žrtev ni bila obeležena do leta 1881, ko so preživeli kadeti oblikovali organizacijo za podporo Vojaški akademiji Mehike. Eden od kadetov, ki so bili ujeti, je oblikoval spomenik, majhen kenotaf je bil postavljen ob vznožju hriba Chapultepec, na katerem stoji grad.
Letne spominske slovesnosti pri cenotafu se je udeležil general Porfirio Díaz, ki je videl priložnost za gradnjo svojega odnosa z Federalno vojsko. Tudi med mehiško revolucijo (1910–1920) so spominske slovesnosti potekale in so se jih udeleževali takratni predsedniki. Po koncu vojaške faze je mehiška vlada obnovila pripoved o dečkih junakih kot utelešenju žrtvovanja za patriotsko. Pripravljeni so bili načrti za veliko večje obeležje njihove žrtve, ki je bilo zgrajeno na vhodu v mehiški Park Chapultepec. Spomenik heroičnim kadetom je bil odprt leta 1952. Do takrat so se odnosi med ZDA in Mehiko toliko izboljšali, da sta bila zaveznika v drugi svetovni vojni in njuni povojni ekonomiji sta postali vse bolj prepleteni. Nekatere vojaške trofeje, ki so jih vzeli ZDA, kot so mehiške bojne zastave, so bile z velikimi ceremonijami vrnjene Mehiki, vendar ujetih ameriških zastav v Mehiki nočejo vrniti.
V letu 1981 je mehiška vlada ustanovila Museo Nacional de las Intervenciones (Nacionalni muzej intervencij) v nekdanjem samostanu, kjer je potekala bitka pri Churubuscu. Muzej dokumentira poskuse Španije, da ponovno osvoji Mehiko po njeni neodvisnosti, pa tudi francoske intervencije. Muzej ima razstavo o Intervención norteamericana de 1846–1848, ki obravnava anglo-ameriško naselitev Teksasa in njihovo vstajo potem, ko so se označili za žrtve mehiškega zatiranja. Nadaljuje z obtoževanjem Polka in Santa Anne za vojno. "Interpretacija [muzeja] priznava vojaško prevlado ZDA v oborožitvi in poveljstvu, medtem ko omalovažuje drage napake generala Santa Anne in umik iz glavnega mesta."

### Združene države
V ZDA je bila vojna skoraj pozabljena po katastrofi državljanske vojne. Kljub temu je bil en prvih spomenikov postavljen na dvorišču državnega zbora v Južni Karolini leta 1858 v čast Palmetto Regiment. Ko so veterani državljanske vojne videli obsežnost spominov na to vojno, so veterani mehiške vojne zahtevali spomin na svoje storitve. Leta 1885 je bila slika vstopa ameriške vojske v mesto Mehiko naslikana v zgradbi Capitola s strani Filippa Costagginija. Himna marincev, ki vključuje frazo "Iz dvoran Montezume", priznava vojno, vendar ni večjih spomenikov ali pomnikov.
V Mexico Cityju je pokopališče, ustanovljeno leta 1851, ki ga še vedno vzdržuje Ameriška komisija za bojne spomenike. Hrani posmrtne ostanke 1563 ameriških vojakov, ki so večinoma umrli v spopadu in so bili pokopani v množičnem grobišču. V Mehiki je umrlo še veliko več ameriških vojakov, vendar je bil prenos trupel iz plitvih grobov drag. Nekaj pokopanih je umrlo v Mexico Cityju še dolgo po vojni. Vojaško pokopališče v Mexico Cityju je "označilo prehod v tem, kar so Združene države Amerike razumele kot svoje obveznosti do svojih vojnih mrtvih", kar je bilo pereče vprašanje glede mrtvih v državljanski vojni.
Mormonski bataljon, edina enota, ki je temeljila na veri v vojni, je postavila več spomenikov v čast svojim prispevkom v vojni. Ob času vojne so bili Mormoni  večinoma prisiljeni zapustiti jurisdikcijo ZDA in se preseliti v Utah. Mormonsko vodstvo je spoznalo, da je poudarjanje njihovih prispevkov v vojni in uresničevanju manifestne usode način, kako biti vključeni v nacionalno pripoved. Spomenik bataljona je bil posvečen leta 1927 na tleh Kapitola v Utahu in enega so postavili v Los Angelesu leta 1950.

### Referenčna dela
- Crawford, Mark; Heidler, Jeanne; Heidler, David Stephen, ur. (1999). Encyclopedia of the Mexican War. Bloomsbury Academic. ISBN 978-1-57607-059-8.
- Frazier, Donald S. ed. The U.S. and Mexico at War, (1998), 584; an encyclopedia with 600 articles by 200 scholars

### Splošne zgodovine
- Bauer, Karl Jack (1992). The Mexican War: 1846–1848. University of Nebraska Press. ISBN 978-0-8032-6107-5.
- De Voto, Bernard, Year of Decision 1846 (1942), well written popular history
- Greenberg, Amy S. A Wicked War: Polk, Clay, Lincoln, and the 1846 U.S. Invasion of Mexico (2012). ISBN 9780307592699 and  Corresponding Author Interview at the Pritzker Military Library on December 7, 2012
- Guardino, Peter. The Dead March: A History of the Mexican–American War. Cambridge: Harvard University Press (2017). ISBN 978-0-674-97234-6
- Henderson, Timothy J. A Glorious Defeat: Mexico and Its War with the United States (2008)
- Meed, Douglas. The Mexican War, 1846–1848 (2003). A short survey.
- Merry Robert W. A Country of Vast Designs: James K. Polk, the Mexican War and the Conquest of the American Continent (2009)
- Smith, Justin Harvey. The War with Mexico, Vol 1. (2 vol 1919), full text online.
- Smith, Justin Harvey. The War with Mexico, Vol 2. (1919). full text online.

### Vojska
- Bauer K. Jack. Zachary Taylor: Soldier, Planter, Statesman of the Old Southwest. Louisiana State University Press, 1985.
- Clodfelter, M. (2017). Warfare and Armed Conflicts: A Statistical Encyclopedia of Casualty and Other Figures, 1492–2015 (4th izd.). McFarland. ISBN 978-0786474707.
- Dawson, Joseph G. "Leaders for Manifest Destiny: American Volunteer Colonels Serving in the U.S.-Mexican War." American Nineteenth Century History (2006) 7(2): 253-279.
- DeLay, Brian. "Independent Indians and the U.S. Mexican War," American Historical Review 112, no. 1 (Feb. 2007)
- DeLay, Brian. War of a Thousand Deserts: Indian Raids and the Mexican-American War. New Haven: Yale University Press 2009.
- Dishman, Christopher, A Perfect Gibraltar: The Battle for Monterrey, Mexico, University of Oklahoma Press, 2010 ISBN 0-8061-4140-9.
- Eisenhower, John. So Far From God: The U.S. War with Mexico, Random House (1989).
- Eubank, Damon R. Response of Kentucky to the Mexican War, 1846–1848. (Edwin Mellen Press, 2004), ISBN 978-0-7734-6495-7.
- Foos, Paul. A Short, Offhand, Killing Affair: Soldiers and Social Conflict during the Mexican-War. Chapel Hill: University of North Carolina Press 2002.
- Fowler, Will. Santa Anna of Mexico (2007) 527 pp; a major scholarly study
- Frazier, Donald S. The U.S. and Mexico at War, Macmillan (1998).
- Hamilton, Holman, Zachary Taylor: Soldier of the Republic, (1941).
- Huston, James A. The Sinews of War: Army Logistics, 1775–1953 (1966), U.S. Army; 755 pp. pp. 125–158
- Johnson, Timothy D. Winfield Scott: The Quest for Military Glory (1998)
- Johnson, Timothy D. A Gallant Little Army: The Mexico City Campaign. Lawrence: University of Kansas Press 2007.
- Levinson, Irving. Wars within War: Mexican Guerrillas, Domestic Elites and the United States of America 1846–1848. Fort Worth: Texas Christian University Press 2005.
- Lewis, Felice Flannery. Trailing Clouds of Glory: Zachary Taylor's Mexican War Campaign and His Emerging Civil War Leaders. Tuscaloosa: University of Alabama Press 2010.
- Lewis, Lloyd. Captain Sam Grant (1950).
- Martinez, Orlando. The Great Landgrab. Quartet Books (London, 1975)
- McCaffrey, James M. Army of Manifest Destiny: The American Soldier in the Mexican War, 1846–1848 (1994) online.
- Smith, Justin H. (1918). »American Rule in Mexico«. The American Historical Review. 23 (2): 287–302. doi:10.2307/1836568. ISSN 1937-5239. JSTOR 1836568.
- Murphy, Douglas.  Two Armies on the Rio Grande: The First Campaign of the U.S. Mexican War (College Station: Texas A&M Press) 2015.
- Smith, Justin Harvey. The War with Mexico. 2 vol (1919). Pulitzer Prize winner. full text online.
- Winders, Richard Price. Mr. Polk's Army: The American Military Experience in the Mexican War. College Station" Texas A&M Press (1997)

### Politika and diplomacija
- Beveridge, Albert J. Abraham Lincoln, 1809–1858. Volume: 1. 1928.
- Brack, Gene M. Mexico Views Manifest Destiny, 1821–1846: An Essay on the Origins of the Mexican War (1975).
- Fowler, Will. Tornel and Santa Anna: The Writer and the Caudillo, Mexico, 1795–1853 (2000).
- Fowler, Will. Santa Anna of Mexico (2007) 527 pp; the major scholarly study excerpt and text search
- Gleijeses, Piero. "A Brush with Mexico" Diplomatic History 2005 29(2): 223–254. ISSN 0145-2096 debates in Washington before war.
- Graebner, Norman A. Empire on the Pacific: A Study in American Continental Expansion. (1955).
- Graebner, Norman A. (1978). »Lessons of the Mexican War«. Pacific Historical Review. 47 (3): 325–342. doi:10.2307/3637470. ISSN 1533-8584. JSTOR 3637470.
- Graebner, Norman A. (1980). »The Mexican War: A Study in Causation«. Pacific Historical Review. 49 (3): 405–426. doi:10.2307/3638563. ISSN 1533-8584. JSTOR 3638563.
- Greenberg, Amy. A Wicked War: Polk, Clay, Lincoln and the 1846 Invasion of Mexico. New York: Knopf 2012.
- Henderson, Timothy J. A Glorious Defeat: Mexico and Its War with the United States (2007), survey
- Krauze, Enrique. Mexico: Biography of Power, (1997), textbook.
- Linscott, Robert N., Editor. 1959. Selected Poems and Letters of Emily Dickinson. Anchor Books, New York. ISBN 0-385-09423-X
- Mayers, David; Fernández Bravo, Sergio A., "La Guerra Con Mexico Y Los Disidentes Estadunidenses, 1846–1848" [The War with Mexico and US Dissenters, 1846–48]. Secuencia [Mexico] 2004 (59): 32–70. ISSN 0186-0348.
- Pinheiro, John C. Manifest Ambition: James K. Polk and Civil-Military Relations during the Mexican War (2007).
- Pletcher David M. The Diplomacy of Annexation: Texas, Oregon, and the Mexican War. University of Missouri Press, 1973.
- Price, Glenn W. Origins of the War with Mexico: The Polk-Stockton Intrigue. University of Texas Press, 1967.
- Reeves, Jesse S. (1905). »The Treaty of Guadalupe-Hidalgo«. The American Historical Review. 10 (2): 309–324. doi:10.2307/1834723. hdl:10217/189496. ISSN 1937-5239. JSTOR 1834723.
- Reilly, Tom. War with Mexico! America's Reporters Cover the Battlefront. Lawrence: University of Kansas Press 2010.
- Rives, George Lockhart (1913). The United States and Mexico, 1821–1848: a history of the relations between the two countries from the independence of Mexico to the close of the war with the United States. Zv. 2. New York: C. Scribner's Sons.
- Rodríguez Díaz, María Del Rosario. "Mexico's Vision of Manifest Destiny During the 1847 War" Journal of Popular Culture 2001 35(2): 41–50. ISSN 0022-3840.
- Ruiz, Ramon Eduardo. Triumph and Tragedy: A History of the Mexican People, Norton 1992, textbook
- Santoni, Pedro. Mexicans at Arms: Puro Federalists and the Politics of War, 1845–1848. Fort Worth: Texas Christian Press 1996.
- Schroeder John H. Mr. Polk's War: American Opposition and Dissent, 1846–1848. University of Wisconsin Press, 1973.
- Sellers Charles G. James K. Polk: Continentalist, 1843–1846 (1966), the standard biography vol 1 and 2 are online at ACLS e-books
- Smith, Justin Harvey. The War with Mexico. 2 vol (1919). Pulitzer Prize winner. full text online.
- Stephenson, Nathaniel Wright. Texas and the Mexican War: A Chronicle of Winning the Southwest. Yale University Press (1921).
- Weinberg Albert K. Manifest Destiny: A Study of Nationalist Expansionism in American History Johns Hopkins University Press, 1935.
- Yanez, Agustin. Santa Anna: Espectro de una sociedad (1996).

### Historiografija, spomin in religija
- Benjamin, Thomas. "Recent Historiography of the Origins of the Mexican War," New Mexico Historical Review, Summer 1979, Vol. 54 Issue 3, pp 169–181
- Connors, Thomas G. and Raúl Isaí Muñoz. "Looking for the North American Invasion in Mexico City." American Historical Review, vol. 125, no. 2, April 2020, pp. 498–516.
- Faulk, Odie B., and Stout, Joseph A., Jr., eds. The Mexican War: Changing Interpretations (1974)
- Johannsen, Robert. To the Halls of Montezuma: The Mexican War in the American Imagination. New York: Oxford University Press 1985.
- Pinheiro, John C. Missionaries of Republicanism: A Religious History of the Mexican–American War.  New York: Oxford University Press 2014.
- Rodriguez, Jaime Javier. The Literatures of the U.S.–Mexican War: Narrative, Time, and Identity (University of Texas Press; 2010) 306 pages. Covers works by Anglo, Mexican, and Mexican-American writers.
- Van Wagenen, Michael.  Remembering the Forgotten War: The Enduring Legacies of the U.S.–Mexican War. Amherst: University of Massachusetts Press 2012.
- Vázquez, Josefina Zoraida. "La Historiografia Sobre la Guerra entre Mexico y los Estados Unidos," ["The historiography of the war between Mexico and the United States"] Histórica (02528894), 1999, Vol. 23 Issue 2, pp 475–485

### Primarni viri
- Calhoun, John C. The Papers of John C. Calhoun. Vol. 23: 1846, ed. by Clyde N. Wilson and Shirley Bright Cook. (1996). 598 pp
- Calhoun, John C. The Papers of John C. Calhoun. Vol. 24: December 7, 1846 – December 5, 1847 ed. by Clyde N. Wilson and Shirley Bright Cook, (1998). 727 pp.
- Conway, Christopher, ed. The U.S.–Mexican War: A Binational Reader (2010)
- Coulter, Richard. Volunteers: The Mexican War Journals of Private Richard Coulter and Sargeant Thomas Barclay, ed. Allan Peskin. Kent: Kent State University Press 1991.
- Dana, Napoleon Jackson Tecumseh (1990).  Ferrell, Robert H. (ur.). Monterrey Is Ours!: The Mexican War Letters of Lieutenant Dana, 1845–1847. University Press of Kentucky. ISBN 978-0813117034. LCCN 89029351.
- Grant, Ulysses S. (1885). Personal Memoirs of U. S. Grant. New York: Charles L. Webster & Co.
- Hill, Daniel Harvey. A Fighter from Way Back: The Mexican War Diary of Lt. Daniel Harvey Hill, 4th Artillery USA. NCC Hughes and TD Johnson, eds. Kent OH: Kent State University Press 2003.
- Kendall, George Wilkins.Dispatches from the Mexican War. Norman: University of Oklahoma Press 1999.
- Laidley, Theodore. Surrounded by Dangers of All Kinds: The Mexican War Letter of Lieutenant Theodore Laidley. Denton: University of North Texas 1997.
- McAfee, Ward and J. Cordell Robinson, eds. Origins of the Mexican War: A Documentary Source Book. 2 vols. 1982.
- McClellan, George. The Mexican War Diary and Correspondence of George B. McClellan. ed. Thomas Cutrer. Baton Rouge: Louisiana State University Press 2009.
- Polk, James, K. (2017) [1910].  Quaiff, Milo Milton (ur.). The Diary of James K. Polk During his Presidency, 1845 to 1849. Chicago: A. C. McClurg & Co. ISBN 978-1-5033-7428-7.
- Robinson, Cecil, The View From Chapultepec: Mexican Writers on the Mexican War, University of Arizona Press (Tucson, 1989).
- Smith, Franklin (1991).  Joseph E. Chance (ur.). The Mexican War Journal of Captain Franklin Smith. Jackson, Mississippi: University Press of Mississippi.
- George Winston Smith and Charles Judah, ur. (1968). Chronicles of the Gringos: The U.S. Army in the Mexican War, 1846–1848, Accounts of Eyewitnesses and Combatants. Albuquerque, New Mexico: The University of New Mexico Press.
- Tennery, Thomas. The Mexican War Diary of Thomas D. Tennery. Norman: University of Oklahoma Press 1970
- Webster, Daniel (1984).  Charles M. Wiltse (ur.). The Papers of Daniel Webster, Correspondence. Zv. 6. Hanover, New Hampshire: The University Press of New England.
- Zeh, Frederick. An Immigrant Soldier in the Mexican American War. College Station: Texas A&M Press 1995.
- »Treaty of Guadalupe Hidalgo«. Internet Sourcebook Project. Arhivirano iz prvotnega spletišča dne 17. januarja 2013. Pridobljeno 26. novembra 2008.
- »28th Congress, 2nd session«. United States House Journal. Pridobljeno 26. novembra 2008.
- »29th Congress, 1st session«. United States House Journal. Pridobljeno 26. novembra 2008.
- »28th Congress, 2nd session«. United States Senate Journal. Pridobljeno 26. novembra 2008.
- »29th Congress, 1st session«. United States Senate Journal. Pridobljeno 26. novembra 2008.
- William Hugh Robarts, "Mexican War veterans: a complete roster of the regular and volunteer troops in the war between the United States and Mexico, from 1846 to 1848; the volunteers are arranged by states, alphabetically", Brentano's  (A. S. Witherbee  & Co., Proprietors); Washington, D. C., 1887.

### Vodniki, bibliografije in zbirke
- Library of Congress Guide to the Mexican War
- The Handbook of Texas Online: Mexican War
- Mexican War Resources
- The Mexican–American War, Illinois Historical Digitization Projects at Northern Illinois University Libraries

### Mediji in primarni viri
- A Continent Divided: The U.S.–Mexico War
- Robert E. Lee Mexican War Maps in the VMI Archives
- The Mexican War and the Media, 1845–1848
- Treaty of Guadalupe Hidalgo and related resources at the U.S. Library of Congress
- Letters of Winfield Scott including official reports from the front sent to the Secretary of War
- Franklin Pierce's Journal on the March from Vera Cruz[usurped]
- Mexican–American War Time line
- Animated History of the Mexican–American War
- Maps showing course of Mexican–American War at omniatlas.com

### Drugo
- PBS site of US–Mexican war program Arhivirano November 2, 2019, na Wayback Machine.
- Battle of Monterrey Web Site – Complete Info on the battle
- Manifest Destiny and the U.S.–Mexican War: Then and Now
- The Mexican War
- Smithsonian teaching aids for "Establishing Borders: The Expansion of the United States, 1846–48"
- A History by the Descendants of Mexican War Veterans Arhivirano January 20, 2013, na Wayback Machine.
- Mexican–American War
- Invisible Men: Blacks and the U.S. Army in the Mexican War by Robert E. May
- Google Map of The Mexican–American War of 1846–1848
- John H. Hewitt wrote the song "The Fall of Mexico" in 1847